# Georgië
Georgië (uitspraak: [ɣeˈjɔrɣijə]; Georgisch: საქართველო, Sakartvelo) is een land in de Zuidelijke Kaukasus, aan de oostkant van de Zwarte Zee op het grensvlak van Oost-Europa en West-Azië en grenst aan Rusland, Turkije, Armenië, en Azerbeidzjan. Het land heeft een oppervlakte van 69.700 km², ruim anderhalf maal Nederland, en heeft 3,7 miljoen inwoners, waarvan bijna een derde in hoofdstad Tbilisi woont. De bevolking bestaat hoofdzakelijk uit Georgiërs (87%), Azerbeidzjanen (6%) en Armeniërs (4,5%) en is in meerderheid Georgisch-Orthodox (83%).
Georgië identificeert zich om historische, culturele en politieke redenen als Europees land en is lid van de Raad van Europa, de OVSE, Eurocontrol, de Organisatie voor Economische Samenwerking in het Zwarte Zeegebied en de GUAM. Sinds 2008 is Georgië aspirant-lid van de NAVO en sinds 2023 kandidaat-lid voor de Europese Unie. Het land verklaarde zich op 9 april 1991 onafhankelijk van de Sovjet-Unie en viert op 26 mei de onafhankelijkheidsdag, een verwijzing naar de oprichting van de Democratische Republiek Georgië in 1918.
De status van de deelgebieden Abchazië en Zuid-Ossetië vormt sinds de onafhankelijkheid van Georgië een bron van gewapende conflicten, waarin Rusland een grote rol speelde. De Georgische overheid heeft in de praktijk geen gezag over deze gebieden die zich in de jaren 1990 onafhankelijk hebben verklaard en sinds de Russisch-Georgische Oorlog in 2008 feitelijk door Rusland gecontroleerd worden.

## Etymologie
De naam Georgië, een exoniem, verscheen in 1320 voor het eerst in het Italiaans als Jorgia op de 'mappa mundi' van Pietro Vesconte. De Itialiaanse Johannes van Pian del Carpine en Vlaamse Willem van Rubroeck gebruikten halverwege de 13 eeuw in hun reisverslagen de naam Georgië voor het koninkrijk Georgië, dat grofweg het hedendaagse Georgië omvatte. De naam is naar alle waarschijnlijkheid afgeleid van 'gurğān' (گرگان), de oud-Perzische benaming voor de Georgiërs, en haar afgeleiden voor de duiding van het land van de Georgiërs, waarmee meestal Iberië bedoeld werd.

### Sakartvelo
Het endoniem Sakartvelo verwijst net als Georgië naar de kern van de Georgisch staat, in dit geval het rompgebied Kartli. Het woord Sakartvelo bestaat uit twee delen, waarbij de stam kartvel-i (ქართველ-ი) de beschrijving is van de bewoners in het centraal gelegen Kartli – Iberië in de klassieke oudheid. De oude Grieken, zoals Strabo, Herodotus, Plutarchus, enz.) en de Romeinen (Titus Livius, Publius Cornelius Tacitus en anderen, noemden het oostelijke deel van Georgië Iberië en het westen Colchis.
Georgiërs noemen zichzelf Kartvelebi (ქართველები), hun land Sakartvelo (საქართველო) en hun taal Kartoeli (ქართული). De naam is volgens de overlevering afgeleid van de legendarische figuur Kartlos, kleinzoon van de Bijbelse Jafet, die beschouwd wordt als de vader van alle Georgiërs, maar volgens academici is het waarschijnlijker dat het andersom is: de mythe volgde het etnoniem.

## Geschiedenis
Sinds het paleolithicum wordt het gebied van Georgië bewoond door mensen, maar de ontwikkeling van de Georgische natie begon in de oudheid. Het gebied bestond sindsdien uit verschillende koninkrijken en vorstendommen en was zelden een staatkundige eenheid. Het werd vaak geheel of gedeeltelijk door omringende grootmachten beheerst. Het Lichigebergte vormde een natuurlijke scheiding tussen West- en Oost-Georgië en de stroomgebieden van de rivieren Rioni en Mtkvari (Koera). Dit was bepalend voor de grenzen van verschillende staten en invloedssferen van overheersers. In 1991 herwon Georgië haar onafhankelijkheid na eeuwenlange overheersing door Ottomanen, Perzen en Russen.

### Prehistorie

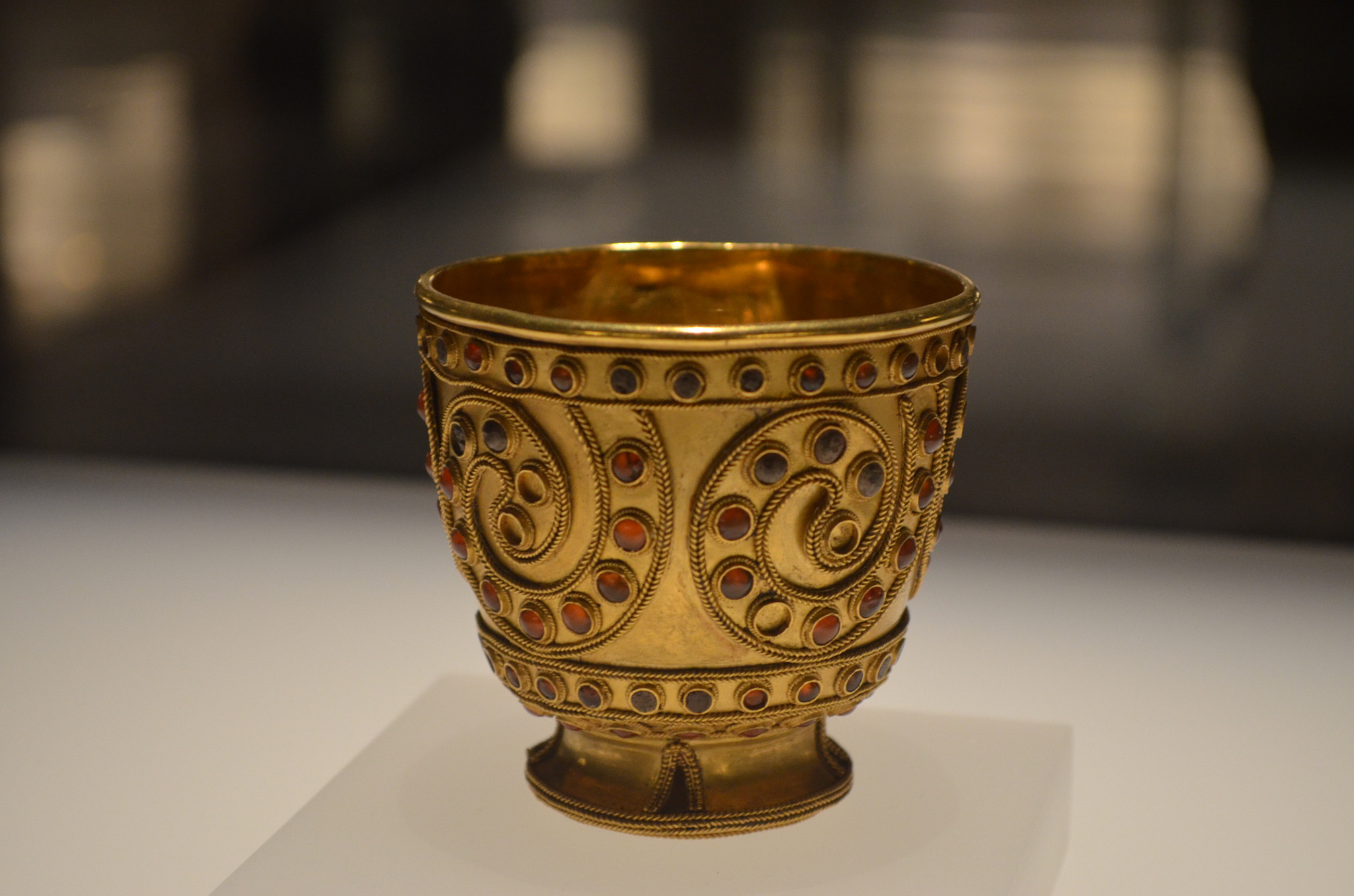
Gouden Trialeti wijnglas

De vondst van 1,8 miljoen jaar oude schedels van de zogeheten Dmanisi-mensen (vroege Homo erectus), vernoemd naar de archeologische vindplaats bij de zuid-Georgische plaats Dmanisi bewees dat de menselijke bewoning van Georgië teruggaat tot ver in het vroeg-paleolithicum. Vondsten in de west-Georgische regio Imereti duiden op langdurige permanente bewoning in het laat-paleolithicum. West-Georgië speelde een sleutelrol in de menselijke evolutie, waarbij Imereti een belangrijke geografische corridor was voor menselijke migratie tijdens het midden- en laat-paleolithicum met vindplaatsen als de Dzoedzoeanagrot en de Satsoerbliagrot.
Van nederzettingen is sinds het 5e millennium v.Chr. sprake. Langs de Mtkvari zijn hiervan op verschillende plaatsen sporen gevonden. Archeologen hebben ook resten van nederzettingen van de Sjoelaveri-Sjomoecultuur uit het neolithicum gevonden in de buurt van de dorpen Imiri en Sjoelaveri bij de rivier Chrami, ongeveer veertig kilometer ten zuiden van Tbilisi. Hier werd ook bewijs gevonden van vroege vormen van waterbeheer ten behoeve van landbouw. Latere prehistorische culturen in Georgië waren de Koera-Araxescultuur die banden onderhield met Mesopotamië en de Trialeticultuur, die rond 1500 v.Chr. zijn hoogtepunt bereikte. In de kuststreek kwam rond 1800 v.Chr. de Colchiscultuur op.

### Georgië in de oudheid

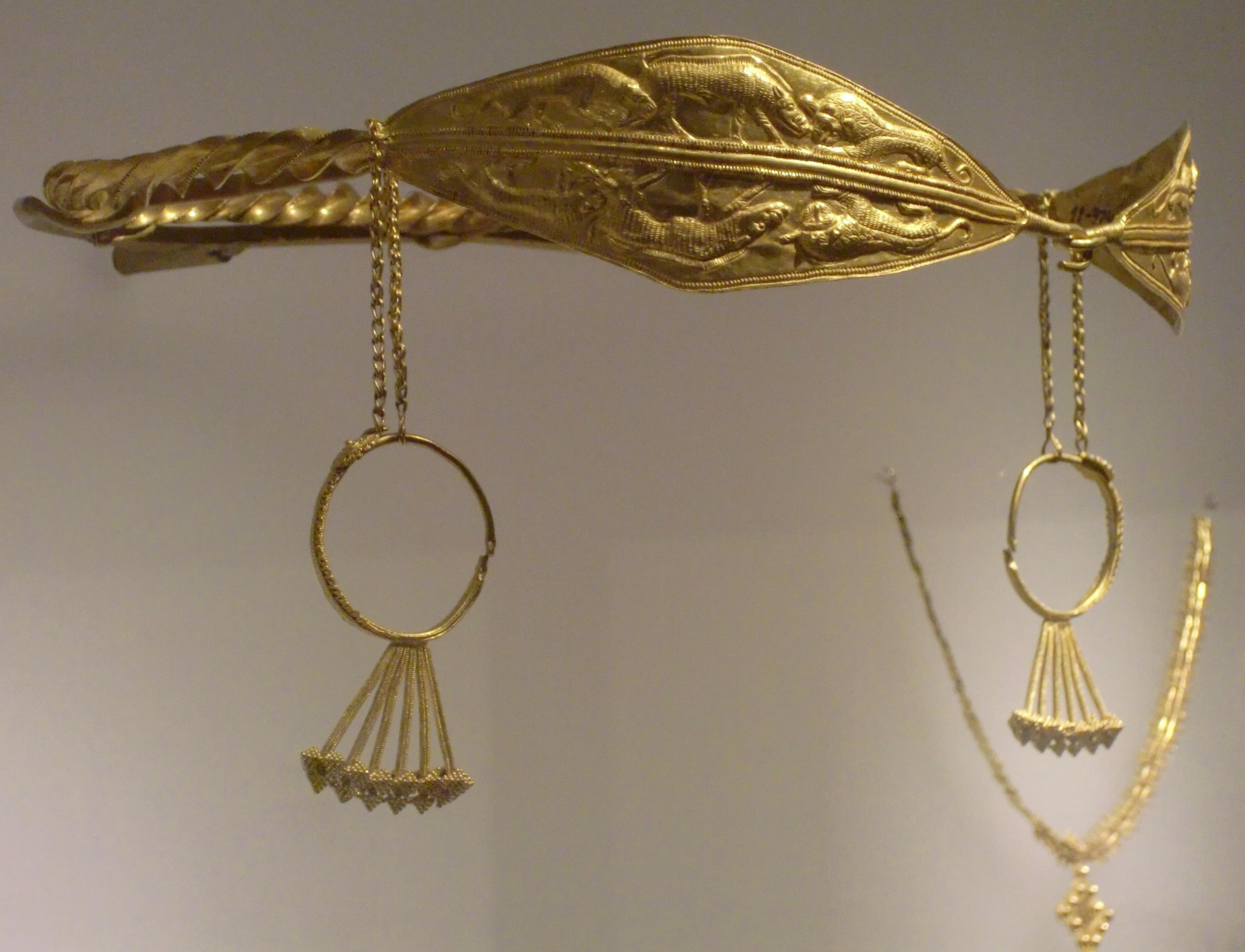
Gouden diadeem uit Vani

In de oudheid kwamen twee koninkrijken op die de vorming van het uiteindelijke Georgië en de nationale identiteit zouden bepalen. Het oostelijke koninkrijk Iberië (Georgisch: Kartli) ontstond in de 4e eeuw v.Chr. als zelfstandige staat nadat de Scythische en Cimmische rijken uiteen waren gevallen. Aan de Zwarte Zee lag Colchis, waar de Colchiërs een vroege Kartveelse taal spraken.
Colchis werd genoemd in het mythologische verhaal van Jason en de Argonauten. Zij waren met de Colchische Medea op zoek naar het Gulden Vlies. Vanaf Phasis (het hedendaagse Poti) zouden zij de Rioni-rivier stroomopwaarts zijn gereisd naar Aia (nu Koetaisi), wat de zetel was van de koning van Colchis. Het verhaal wordt sinds 2007 in Batoemi geëerd met een monument van Medea die het gulden vlies in haar hand houdt.
In de Georgische traditie staat Colchis bekend als Egrisi en was een rijk gebied dat onder meer is gebleken door belangrijke archeologische vondsten in Vani. Zowel Colchis als Iberië werden verschillende malen geannexeerd door Perzische dynastieën, namelijk de Achaemeniden en de Sassaniden. In 65 v.Chr. werd het gebied veroverd door de Romeinse veldheer Pompeius en werden beide koninkrijken vazalstaten van het Romeinse Rijk. Iberië was in de eerste eeuwen van de jaartelling een voortdurend strijdtoneel tussen Romeinen, Armeniërs en Parthen, waarbij Iberië meestal aan de kant van Rome stond. De sociale structuur en de bestuurlijke organisatie van oostelijk Georgië bleven daarbij sterk Perzisch gekleurd.
In de 3e eeuw moesten de Iberische koningen de suprematie van de Perzische Sassaniden erkennen. Colchis desintegreerde, van waaruit het koninkrijk Egrisi ontstond. De Romeinen en Byzantijnen noemden het zuidelijke deel van Egrisi Lazica naar de Lazen. Nadat de Georgiërs in de 1e eeuw in aanraking waren gekomen met het christendom, werd het in de 4e eeuw de officiële godsdienst in zowel Iberië als Egrisi. Koning Mirian III van Iberië liet zich door de heilige Nino kerstenen op de plek van het hedendaagse Dzjvariklooster, boven hoofdstad Mtscheta.

### Vroege middeleeuwen

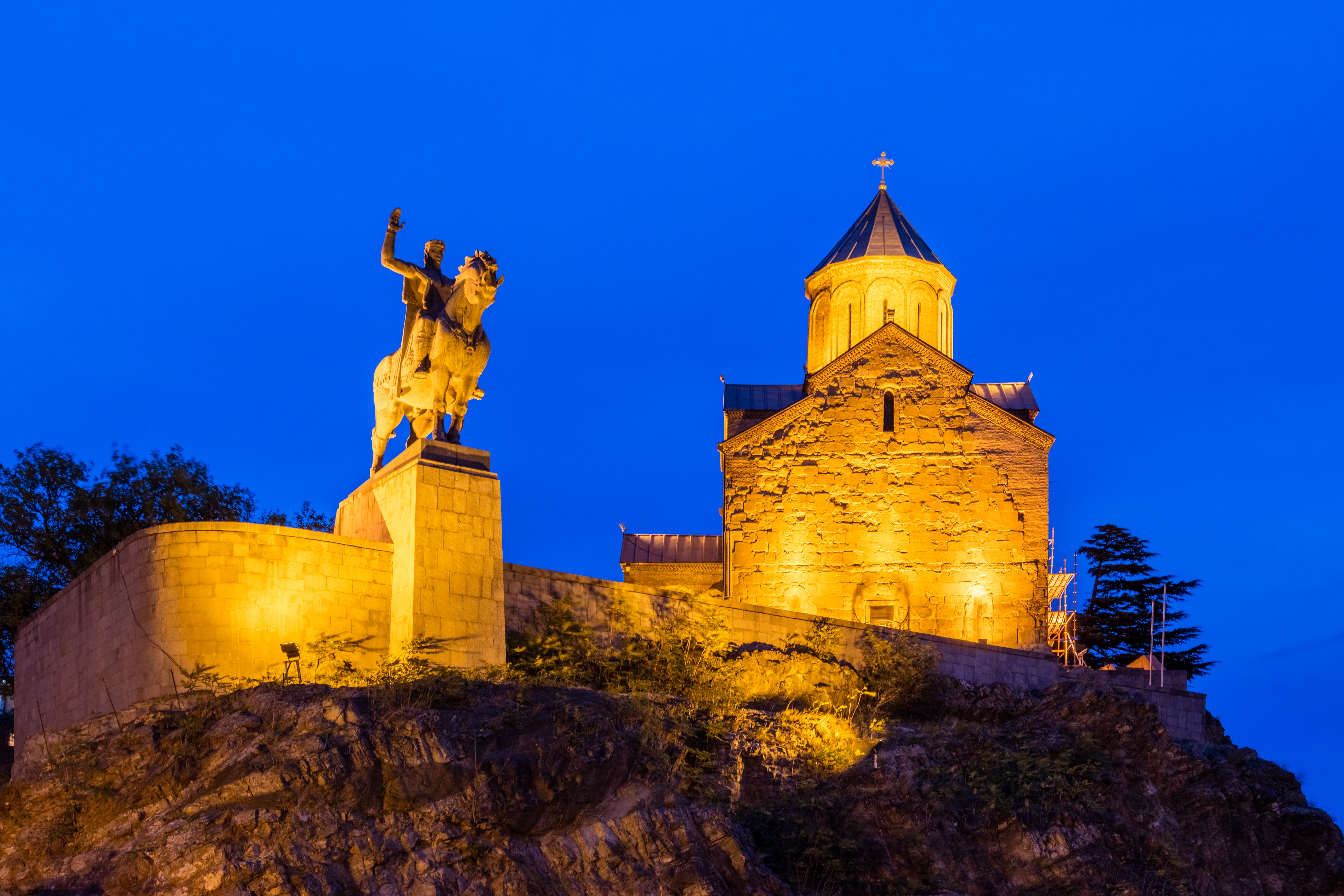
Nationale held Vachtang I Gorgasali bij de Metechikerk in Tbilisi

Gedurende de vroege middeleeuwen werd Georgië overheerst door Perzen en daarna door de Arabieren, maar wist zich van beide te ontdoen en werd de weg vrijgemaakt naar vereniging van de verschillende koninkrijken. De christelijke religie verspreidde zich in de vroege middeleeuwen verder over Iberië en Egrisi. Er kwam een bloeiend kloosterleven op, ondanks het hardhandig opdringen van het zoroastrisme door de Sassanidische Perzen. De voornaamste vorst uit deze periode was Vachtang I Gorgasali. Hij stichtte de stad Tbilisi, maakte het in 469 de hoofdstad en vocht tevergeefs een onafhankelijkheidsoorlog tegen de Perzen. Zijn strijd voor de Georgische natie bracht hem de status van nationale held. Hij werd naamgever van een Orde van Georgië. Ondertussen was de Georgisch-Orthodoxe Kerk autocefaal geworden.
Aan de Perzische invloed kwam een einde nadat de Byzantijnse keizer Herakleios de Sassaniden uit de Georgische gebieden had verdreven in een reeks Romeins-Perzische oorlogen. Kort daarna werd het vorstendom Iberië (Kartli) door het islamitische Arabische Rijk veroverd dat het een vazalstaat maakte. In de 8e eeuw volgden invallen uit het Rijk der Chazaren. De Georgiërs kwamen verschillende keren in opstand tegen de Arabieren, waaruit de Bagrationi voortkwam. Deze adel stond aan de basis van een rijk vertakte dynastie die de Georgische staten eeuwenlang zouden domineren. Door de tanende macht van Byzantium en de Arabieren konden in de 9e eeuw nieuwe Georgische koninkrijkjes ontstaan: koninkrijk Kartlië, Tao (Tao-Klardzjeti), Kachetië, Hereti en Abchazië. De Bagtrioni wist gaandeweg in al deze rijkjes de macht te krijgen. Aan het begin van de 10e eeuw waren Tao en Abchazië de voornaamste machtsfactoren in de regio.

### Georgische gouden eeuw

Hoogtepunt koninkrijk Georgië (1213)

De Bagrationi verenigden de Georgische koninkrijken en leidden deze naar eenheid, zelfstandigheid en regionale macht die rond 1200 onder koningin Tamar zijn hoogtepunt kende. De Georgische cultuur, met name literatuur, schilderkunsten en architectuur, kende vanaf het einde van de 10e eeuw een lange periode van bloei, die duurde tot het midden van de 13e eeuw en wordt ook wel de Georgische Gouden Eeuw genoemd. De consolidatie van de koninkrijken begon met de kroning van Bagrat III tot koning van Abchazië in 978, nadat hij een paar jaar eerder tot koning van Iberisch Kartlië was gekroond. In de daaropvolgende decennia wist hij door diplomatie en veroveringen de westelijke en oostelijke Georgische rijkjes te verenigen en benoemde hij zich in 1008 tot Koning der Koningen van het koninkrijk Georgië. Hij vestigde zich in Koetaisi in Imereti, waar hij de Bagratikathedraal liet bouwen.
Koning David de Bouwer versloeg de Seltsjoeken in 1121 in een belangrijke slag bij Didgori en wist Georgië aanzienlijk uit te breiden. Hij maakte Tbilisi tot hoofdstad van het koninkrijk. David de Bouwer verwierf ook gebieden in het huidige Armenië en Azerbeidzjan en ten noorden van de Kaukasus. Hij liet bij Koetaisi het Gelatiklooster bouwen dat niet alleen een religieus doel had, maar tevens functioneerde als een academie voor wetenschap en onderwijs in Georgië.
De andere belangrijke figuur uit de Georgische gouden eeuw was de achterkleindochter van David, koningin Tamar, die vanaf 1184 bijna dertig jaar regeerde. Tamar breidde Georgië verder uit met vooral moslimgebieden in het oosten en zuidwesten en zette na de Val van Constantinopel het keizerrijk Trebizonde op als vazalstaat. In haar opdracht schreef Sjota Roestaveli het Georgische nationale epos 'De ridder in het pantervel'. Het koninkrijk Georgië bereikte rond 1200 zijn hoogtepunt van territoriale omvang en invloedssfeer.

### Getrouwtrek om Georgië (1500–1800)

Het uiteengevallen Georgië in de 16e eeuw

Na het overlijden van Tamar werd de macht van het Georgische koninkrijk gebroken en streden meerdere partijen om controle over het grondgebied dat begon met Mongoolse invasies. Delen van het koninkrijk scheidden zich af en werden weer door de Georgische koning heroverd toen de macht van de Mongolen verzwakte. De hereniging was van korte duur, want eind 14e eeuw viel de Centraal-Aziatische krijgsheer Timoer Lenk voor de eerste keer Georgië binnen, wat weer tot scheuring leidde. De herhaaldelijke invasies van Timoer om de Georgiërs onder gezag te krijgen waren desastreus voor met name Kartlië waar hele streken ontvolkt raakten. Na Timoers dood was Georgië weer vrij, maar het moeizame herstel en de verdeling van de gebieden onder onderkoningen leidden het uiteenvallen van het koninkrijk in. Dit werd in 1493 bezegeld toen Constantijn II de koningen van Imeretië en Kachetië erkende en zijn aanspraken op Samtsche liet vallen. Zelf bleef hij koning van Kartlië.
In de 16e eeuw werden Georgische koninkrijken en hertogdommen door zowel het Ottomaanse Rijk als Safavidisch Perzië bevochten. Met de Vrede van Amasya in 1555 werden Kartlië, Kachetië en Oost-Samtsche aan Perzië toebedeeld en kregen de Ottomanen de controle over de Georgische vorstendommen Abchazië, Mingrelië, Goeria, west-Samtsche en het koninkrijk Imeretië. Het vorstendom Svanetië diep in de Grote Kaukasus werd ook aan de Ottomanen toegewezen, maar ze oefenden er feitelijk geen macht over uit. In de 17e eeuw hielden de Perzen geregeld huis in Kartlië en Kachetië en verstevigden hun macht. Onder het bewind van Vachtang VI (1716-1724) kwam er herstel en economische voorspoed in Kartlië. Rusland deed zijn entree in Transkaukasië toen Vachtang VI zich aansloot bij de Perzische campagne van tsaar Peter de Grote, waarmee Perzen tijdelijk uit de Georgische landen verdreven werden.
Uiteindelijk wisten Kartlië en Kachetië zich van de Perzische overheersing te ontdoen en fuseerden in 1762 tot koninkrijk Kartli-Kachetië. Na zware verwoestingen door Turkse en Perzische invasies tekende Kartli-Kachetië het Verdrag van Georgiejevsk met het Russische Rijk, waardoor het een Russisch protectoraat werd. Een rampzalige Perzische invasie in 1795, waarbij Tbilisi verwoest werd, bleef zonder Russische bescherming. Op 18 januari 1801 annexeerde tsaar Paul I per decreet het koninkrijk. De Bagrationi gingen daarna in ballingschap.

### Onderdeel Russisch Rijk (1801–1917)

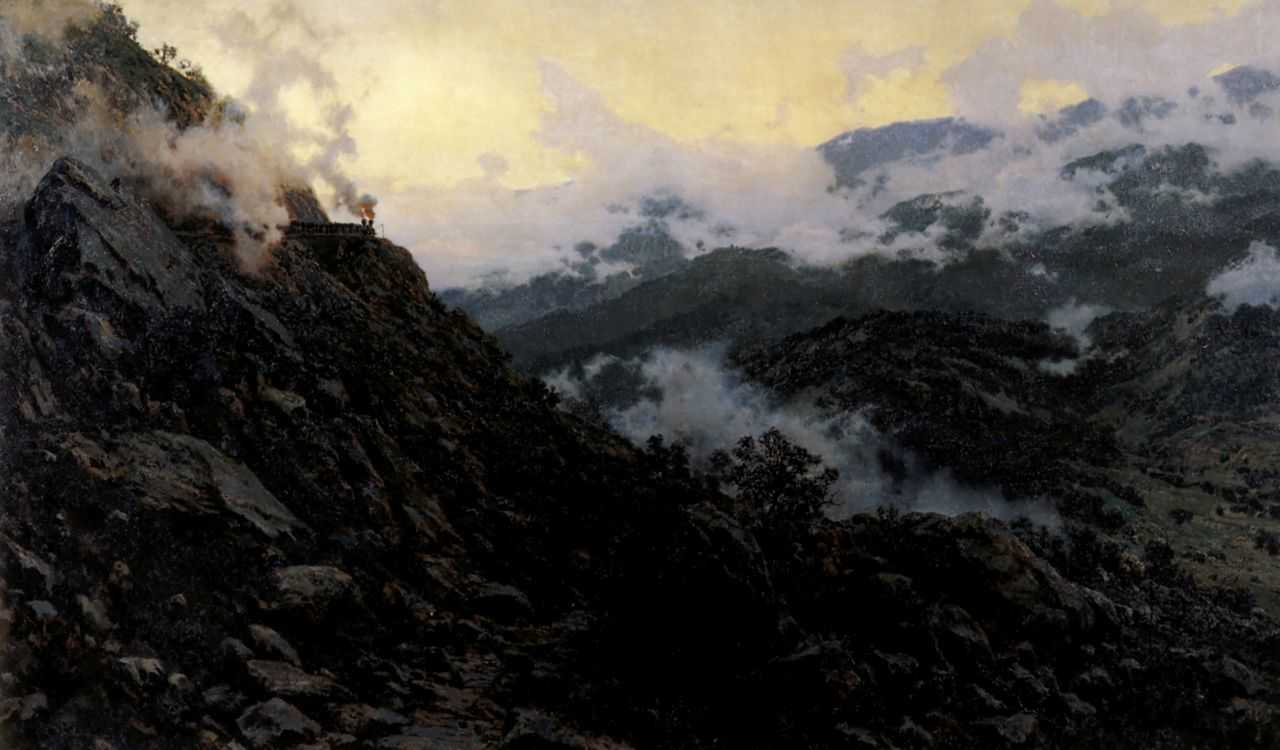
Spoorlijn over de Soeramipas. In 1890 opende hier een 4-kilometer lange spoortunnel, de langste in het Russisch Rijk

Na de Russische annexatie van Kartli-Kachetië volgden in de daaropvolgende decennia andere Georgische vorstendommen. In 1804 werd Imeretië een vazalstaat om in 1810 geheel te worden ingelijfd, terwijl Mingrelië nog decennia een protectoraat bleef. Door verschillende Russisch-Turkse oorlogen in West-Georgië werden Goeria, Adzjarië en Artvin veroverd. Het diep in de Grote Kaukasus gelegen Svanetië werd pas in 1858 geheel ingelijfd. Voor de Georgisch-Orthodoxe Kerk betekende de Russische annexatie dat het eigen patriarchaat werd opgeheven en de Georgische christenen deel gingen uitmaken van de Russisch-Orthodoxe Kerk.
Tbilisi werd de hoofdstad en de zetel van de onderkoning van de Kaukasus. De Georgische landen werden bestuurlijk gescheiden in een oostelijk (gouvernement Tiflis) en westelijk deel (gouvernement Koetais), na een korte periode als gouvernement Georgië-Imeretië een eenheid te zijn geweest. In de tweede helft van de 19e eeuw werd in hoog tempo een spoorwegnetwerk aangelegd met Tbilisi als centraal punt. De eerste Transkaukasische spoorlijn opende in 1872 tussen Tbilisi en Poti. Er volgde snel een aftakking naar Batoemi en een verlenging naar het Azerbeidzjaanse Bakoe voor olietransporten naar de Zwarte Zeehavens. Kort na de eeuwwisseling reikte het spoorwegnetwerk vanuit Tbilisi tot in Jerevan, Kars en Julfa en waren er aftakkingen gekomen naar de belangrijke mijnbouwplaatsen Tsjiatoera en Tkiboeli. Ook werden onder de Russische heerschappij wegen door de Grote Kaukasus aangelegd om Rusland met Transkaukasië te verbinden. De Georgische Militaire Weg door de nauwe Darjalkloof in het centrale deel van de Kaukasus werd uitgebouwd, waarna ook de Osseetse Militaire Weg en de Soechoemse Militaire Weg werden gebouwd.
Vanaf 1870 kwam de Georgische nationale beweging op, met Ilia Tsjavtsjavadze als belangrijkste figuur. Tbilisi en Koetaisi werden sociaal-culturele centra. Nadat in 1881 de hervormingsgezinde tsaar Alexander II in Sint-Petersburg vermoord was door Russische populisten, schafte de autoritair ingestelde Alexander III het onderkoninkrijk van de Kaukasus af. De studie van de Georgische taal werd ontmoedigd en de naam "Georgië" werd uit de kranten verbannen. Dit wakkerde het nationalisme in Georgië aan en aan het eind van de 19e eeuw werd de Georgische sociaaldemocratische partij opgericht door onder andere Nikoloz Tsjcheidze en Noë Zjordania. Zij zouden later de mensjewistische beweging in Georgië leiden.

### Democratische Republiek Georgië (1918–1921)

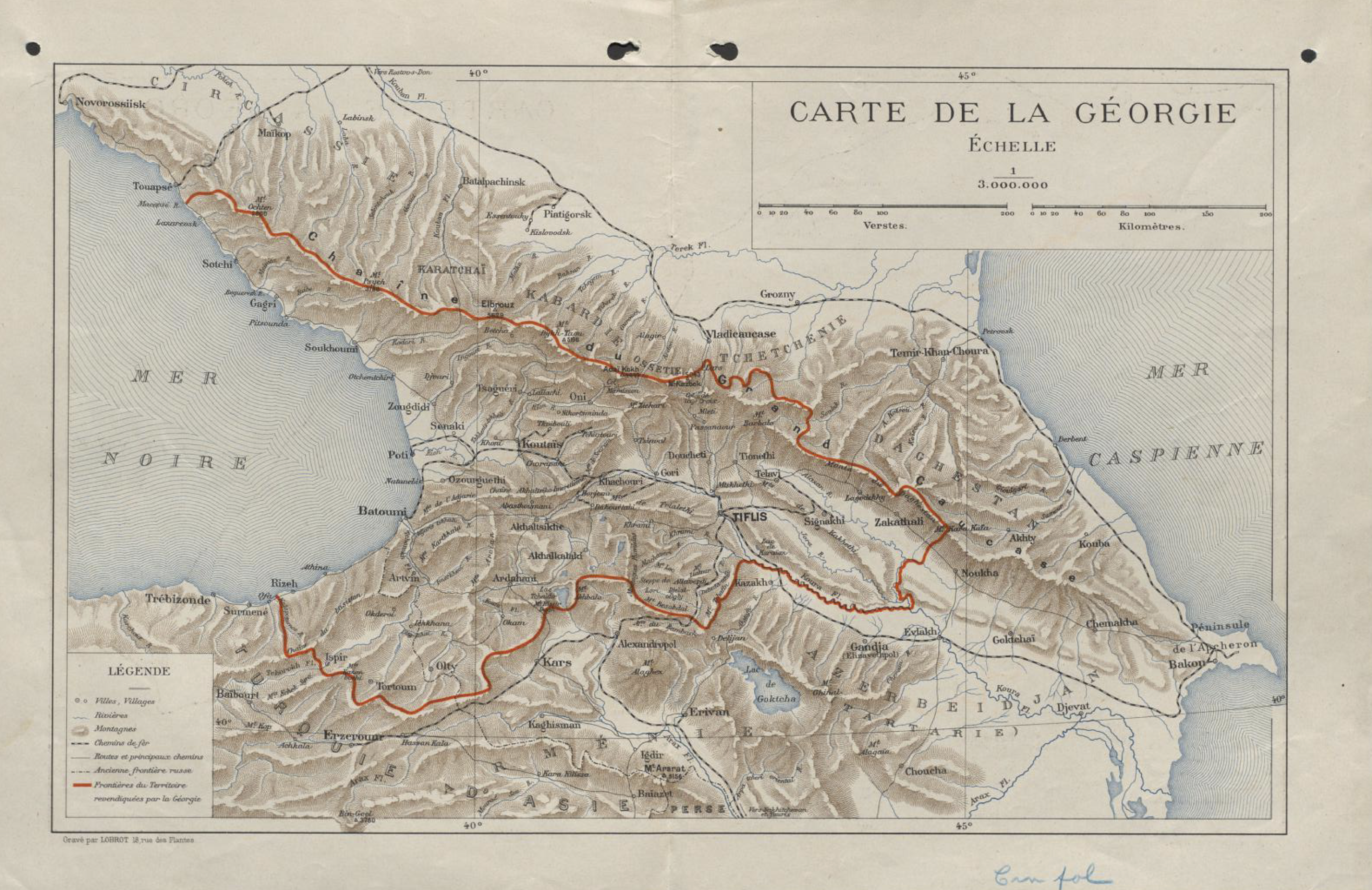
Kaart van de Democratische Republiek Georgië die bij Vredesconferentie van Parijs voorlag

Door de Februarirevolutie en Oktoberrevolutie in 1917 verzwakte de centrale macht vanuit Moskou, wat binnen het Russisch Rijk tot afscheidingen leidde. Op 26 mei 1918 riep de Georgische Nationale Raad de onafhankelijkheid uit van de Democratische Republiek Georgië, wat heden ten dage als nationale Georgische feestdag geldt. Deze republiek werd bestuurd door mensjewistische sociaaldemocraten onder leiding van Noë Zjordania. Het land werd middels het Verdrag van Poti meteen door Duitsland erkend, de voornaamste steunpilaar die tot het einde van de Eerste Wereldoorlog belangrijke infrastructuur bewaakte. Andere Europese landen aarzelden met de erkenning van Georgië. De Vredesconferentie van Parijs verliep voor de Georgiërs teleurstellend. Het had hier erkenning van de soevereiniteit en de toekenning van geclaimd territorium op de Ottomanen willen zeker stellen. In februari 1919 werden vrije parlementsverkiezingen gehouden volgens universeel kiesrecht.
De republiek werd in de tussentijd van verschillende kanten belaagd en had een onzeker bestaan. Zo moest het aanvallen van het Witte Leger van Anton Denikin tegen Abchazië afslaan, kreeg het te maken met een Armeense aanval op de regio Lori, speelde er een conflict met Azerbeidzjan over Zakatala, een grensregio die Georgië later kwijt zou raken en claimde Turkije de regio Adzjarië en delen van Dzjavacheti. Daarnaast was er regelmatig binnenlandse bolsjewistische rebellie, onder andere in het latere Zuid-Ossetië waar de kiem gelegd werd voor het Georgisch-Ossetisch conflict. Na een mislukte communistische coup in Tbilisi en een mislukte interventie van het Rode Leger, erkende Bolsjewistisch Rusland op 7 mei 1920 de Georgische republiek met de ondertekening van het Verdrag van Moskou. In de grondwet van de republiek werd autonomie voor Abchazië, Adzjarië en Zakatala bepaald. Het Rode Leger viel in februari 1921 de republiek binnen nadat het een boerenopstand in de zuidelijke regio Lori had gearrangeerd en maakte in enkele weken een eind aan de Democratische Republiek Georgië. De Georgische Socialistische Sovjetrepubliek werd op 25 februari 1921 uitgeroepen, waarna een deel van de Georgische politieke elite in ballingschap in Frankrijk ging, in Leuville-sur-Orge bij Parijs.

### In de Sovjet-Unie (1921–1991)
De Georgische SSR werd binnen de Sovjet-Unie een van de welvarendste sovjetrepublieken, maar de gevoelens voor nationalisme en soevereiniteit waren nooit ver weg. De republiek raakte verschillende gebieden kwijt aan de buurstaten, waaronder Zakatala aan Azerbeidzjan. De Georgiërs verzetten zich de eerste jaren tegen het Sovjetregime, wat in 1924 resulteerde in de Augustusopstand. Duizenden Georgiërs werden in de jaren 1920 geëxecuteerd of verbannen naar strafkampen.

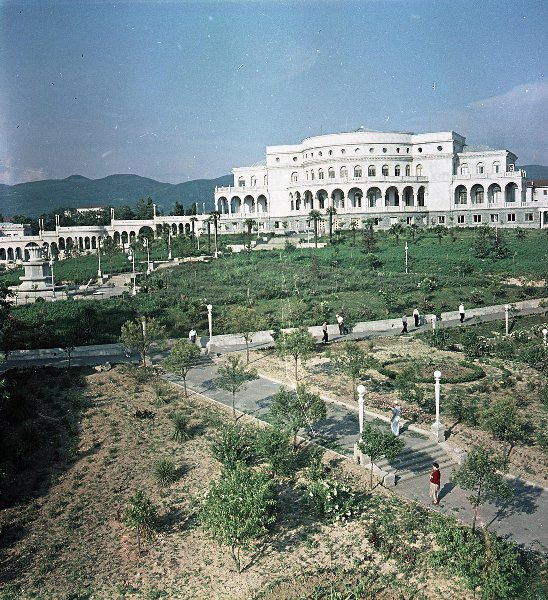
Het gezonde klimaat in Georgië leidde tot de bouw van vele sanatoria en kuuroorden, zoals in Tskaltoebo

De Mingreelse Georgiër Lavrenti Beria trachtte de autonome republiek Abchazië te "kartveliseren" door grote aantallen Mingreliërs en andere niet-Abchazen gedwongen te verhuizen naar Abchazië. Hij was daarnaast als Eerste Secretaris van de Georgische Communistische Partij verantwoordelijk voor de duizenden Georgische partijfunctionarissen die het slachtoffer werden van de stalinistische zuiveringen. In de jaren tot aan de Tweede Wereldoorlog werd Georgië verder vormgegeven naar socialistisch model. In de landbouw werd monocultuur van met name thee en citrusvruchten ingevoerd. Vanuit Georgië moest de hele Sovjet-Unie van deze producten worden voorzien. Daarna werden in hoog tempo fabrieken, energiecentrales en mijnen gebouwd, waardoor de verstedelijking in rap tempo toenam.
De destalinisatie die bij het aantreden van Nikita Chroesjtsjov werd ingezet leidde in Georgië tot protesten in Tbilisi op 9 maart 1956, die hardhandig neergeslagen werden. De decentraliseringspolitiek van Chroesjtsjov creëerde een particuliere schaduweconomie, die Georgië tot een van de welvarendste Sovjetrepublieken maakte. Het gevolg was echter dat er daardoor zoveel corruptie was, dat het zelfs door de partijleiding in Moskou als problematisch werd ervaren. Edoeard Sjevardnadze verwierf als minister van Binnenlandse Zaken van de Georgische SSR faam door zijn harde optreden tegen de corruptie, wat in 1972 leidde tot het aftreden van leider Vasili Mzjavanadze. Sjevardnadze volgde hem op en ontsloeg honderden corrupte functionarissen.
In de jaren zeventig kwam het Georgische nationalisme op met hoofdrolspelers Zviad Gamsachoerdia en Merab Kostava, die streden tegen de russificatie van Georgië en voor de bescherming en behoud van de Georgische culturele identiteit. Toen in de grondwet zou worden opgenomen dat het Russisch in Georgië voortaan de ambtstaal zou zijn leidde dat in 1978 tot protesten onder studenten en medewerkers aan de Universiteit van Tbilisi. Een economische crisis in de eerste helft van de jaren 1980 door falend landbouwbeleid voedde meer verzet tegen de sovjetregering en de roep om een onafhankelijke Republiek Georgië. De Abchazen, in de minderheid in Abchazië, wilden zich juist afscheiden van Georgië wat leidde tot toenemende frictie daar. Op 9 april 1989 sloeg het Sovjet-leger een grote anti-Sovjet demonstratie in Tbilisi neer. Ook binnen de Georgische Opperste Sovjet keerde het sentiment zich tegen het centrale gezag in Moskou en erkende de Opperste Sovjet het recht op afscheiding van de Sovjet-Unie, veroordeelde de Sovjet-annexatie van 1921 en eiste onderhandelingen over een onafhankelijke Georgische regering.
Op 28 oktober 1990 werden de eerste vrije verkiezingen gehouden voor de Georgische Opperste Sovjet. De alliantie Ronde Tafel — Vrij Georgië onder leiding van de nationalistische dissident Zviad Gamsachoerdia versloeg de Communistische Partij. Gamsachoerdia werd voorzitter van de Opperste Sovjet van Georgië en zette in op onafhankelijkheid van de Sovjet-Unie met een zeer nationalistische koers. Hij was met zijn etnisch-nationalisme tevens aanjager van spanningen met de Osseten en Abchazen. In aanloop naar de verkiezingen van oktober 1990 verklaarden de Osseten hun eigen Sovjetrepubliek en hadden plannen om zich te verenigen met het in Rusland gelegen Noord-Ossetië, waarna Gamsachoerdia in december 1990 de autonomie van de Osseten afschafte. Dit leidde in januari 1991 tot een 18 maanden durende burgeroorlog. Op 31 maart 1991 stemde 98,9% van de Georgische kiezers in een referendum vóór onafhankelijkheid.

### Onafhankelijkheid (vanaf 1991)

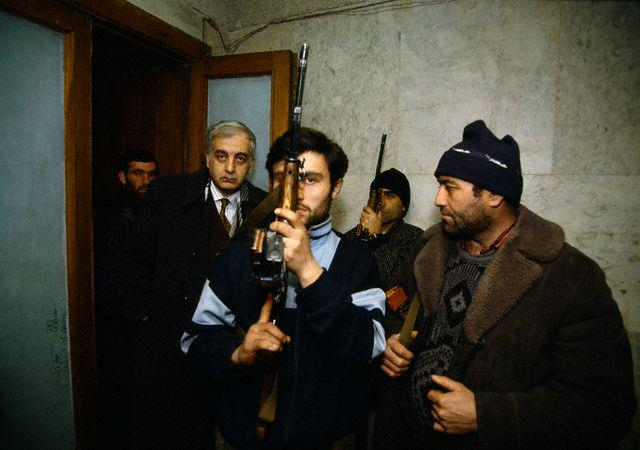
Zviad Gamsachoerdia tijdens de staatsgreep tegen hem

Op 9 april 1991 riep Georgië de onafhankelijkheid uit middenin een tumultueuze periode, waarin burgeroorlog, corruptie, misdaad en enorm economisch verval centraal stonden. De burgeroorlog in Zuid-Ossetië woedde nog voort toen Zviad Gamsachoerdia op 26 mei 1991 werd gekozen tot president van Georgië, de eerste van de sovjetrepublieken. De autoritaire koers van Gamsachoerdia leidde al snel tot conflicten in zijn regering en hij werd tijdens een bloedige staatsgreep rond nieuwjaar 1992 afgezet. De voormalige Sovjet-buitenlandminister Edoeard Sjevardnadze werd door de coupplegers naar Georgië gehaald om het land te leiden. De reputatie van Sjevardnadze onder Michail Gorbatsjov bracht internationaal vertrouwen in de jonge en opstandige republiek. Georgië werd snel algemeen erkend en trad toe tot internationale organisaties, waaronder de Verenigde Naties.
In juni 1992 werd een vredesbestand gesloten rond Zuid-Ossetië, maar een maand later brak in Abchazië een burgeroorlog uit die ruim een jaar duurde. Deze eindigde in september 1993 met de val van Soechoemi, wat een massa-exodus teweeg bracht van honderdduizenden Georgiërs uit Abchazië. Abchazië en Zuid-Ossetië maken juridisch gezien deel uit van Georgië maar scheidden zich in de jaren 1990 feitelijk af en hebben sindsdien een eigen regering. Rusland intervenieerde in de etnische conflicten met vredesmissies en breidde zijn grip op de regio's uit. Eind 1993 trad Georgië met tegenzin toe tot het Gemenebest van Onafhankelijke Staten (GOS), nadat Sjevardnadze een deal had gesloten met de Russische president Boris Jeltsin voor militaire assistentie tegen een gewapende rebellie van Gamsachoerdia en zijn aanhangers in Mingrelië. In augustus 1995 werd een nieuwe grondwet aangenomen en breidde Sjevardnadze zijn macht uit.
Georgië kwam met moeite in rustiger vaarwater, maar de bestuursstijl van Sjevardnadze kwam hem op steeds meer kritiek te staan. Het land had een zeer corrupte reputatie, er waren grote problemen met de voorzieningen zoals energie, de economie kwam niet op gang, er heerste grote werkloosheid en armoede, en verkiezingen kregen een toenemend frauduleus karakter. Verschillende hervormingsgezinden keerden zich tegen Sjevardnadze, waaronder parlementsvoorzitter Zoerab Zjvania en justitieminister Micheil Saakasjvili. In november 2003 vonden parlementsverkiezingen plaats waarbij door lokale en internationale waarnemers fraude werd geconstateerd. Er braken protesten uit onder leiding van Saakasjvili, Zjvania en Nino Boerdzjanadze die eindigden in de Rozenrevolutie en het opstappen van Sjevardnadze. Saakasjvili werd tot president gekozen en zijn partij Verenigde Nationale Beweging behaalde een meerderheid in het parlement, waardoor een nieuwe fase aanbrak voor het land. Er werd een radicale hervormingsagenda ingevoerd om de economie te liberaliseren en af te rekenen met de corruptie. Daarnaast zette Saakasjvili een sterk pro-westerse koers in om Georgië lid te maken van de NAVO en de EU en wilde hij dat Rusland de militaire bases in Georgië verliet. Ook beloofde hij de eenheid van het land te herstellen en de afvallige gebieden weer onder controle te krijgen.

### Spanningen met Rusland

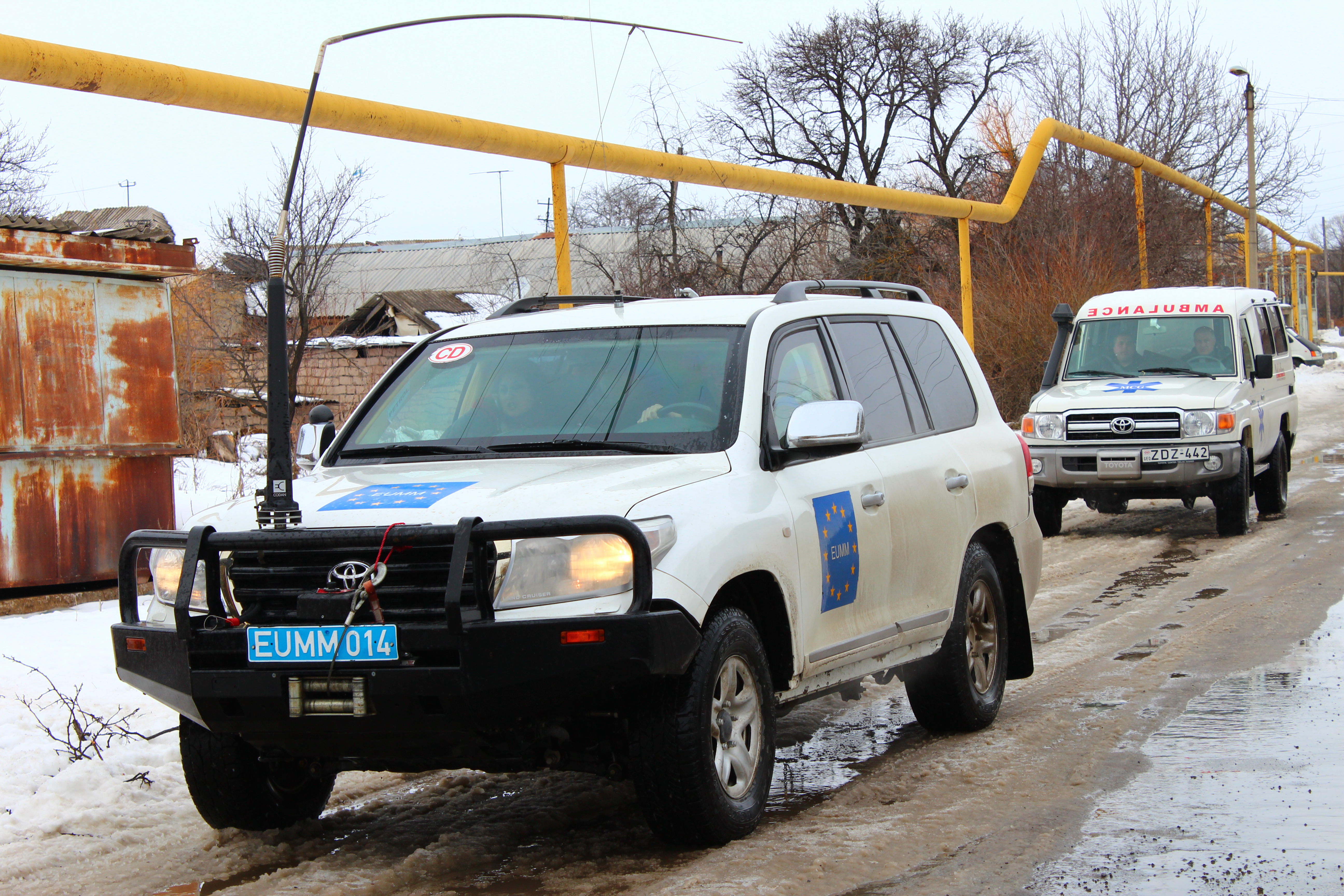
Naar aanleiding van de oorlog met Rusland in 2008 is de EUMM waarnemersmissie actief

De daaropvolgende periode werd gekenmerkt door oplopende spanningen met Rusland, die de sterk westerse koers van het nieuwe Georgische leiderschap een doorn in het oog was. Ook de belofte het land te herenigen werd in Moskou met argusogen gevolgd. Sinds de onafhankelijkheid van Georgië in 1991 had de leider van de autonome republiek Adzjarië, Aslan Abasjidze, de regio steeds meer onttrokken aan het centrale gezag en weerde het ook Georgische veiligheidsdiensten uit het gebied door middel van eigen milities. Het gebied had hierbij geen onafhankelijkheidsstreven, maar werd door Abasjidze als een persoonlijk rijk bestuurd, waarbij misdaad en corruptie welig tierde. Georgië wist in mei 2004 zonder militair ingrijpen het gezag over Adzjarië te herstellen door Abasjidze tot ontslag te dwingen, die vervolgens naar Moskou vluchtte dat hem tot het laatst steunde.
Rusland zag dat het Saakasjvili ernst was met zijn toezegging de territoriale integriteit te herstellen, nadat Georgië in de zomer van 2004 een mislukte poging deed het gezag over Zuid-Ossetië te herstellen, wat de relatie vertroebelde. Er kwamen verschillende Russische sancties tegen Georgië. Maar ook binnenlands liep Saakasjvili tegen problemen aan. De hervormingen die zijn regering doorvoerde gingen snel en er was een lage tolerantie tegen kritisch geluid uit de oppositie en media, waardoor de populariteit van Saakasjvili daalde. Demonstraties in november 2007 noopten hem ertoe vervroegde presidentsverkiezingen uit te schrijven voor een nieuw mandaat.
Toen in de winter van 2008 westerse landen de onafhankelijkheid van Kosovo erkenden en Georgië en Oekraïne kort daarna een uitnodiging kregen van de NAVO om op termijn lid te worden, liepen de spanningen rond Abchazië en Zuid-Ossetië snel op. Dit culmineerde in augustus 2008 in de Russisch-Georgische Oorlog die na vijf dagen eindigde met een door de EU bemiddeld staakt-het-vuren. Kort na de oorlog erkende Rusland de onafhankelijkheid van Zuid-Ossetië en Abchazië en stationeerde duizenden militairen in de gebieden. Sindsdien beschouwt Georgië ze als door Rusland bezet. Een rapport van de EU concludeerde in 2009 dat de Osseten zich tijdens en na de oorlog schuldig hadden gemaakt aan grootschalige etnische zuiveringen. Het rapport sprak Rusland aan op haar verantwoordelijkheid als partij hierin en sprak de Georgiërs vrij van aantijgingen van genocide.

### Naar Europa

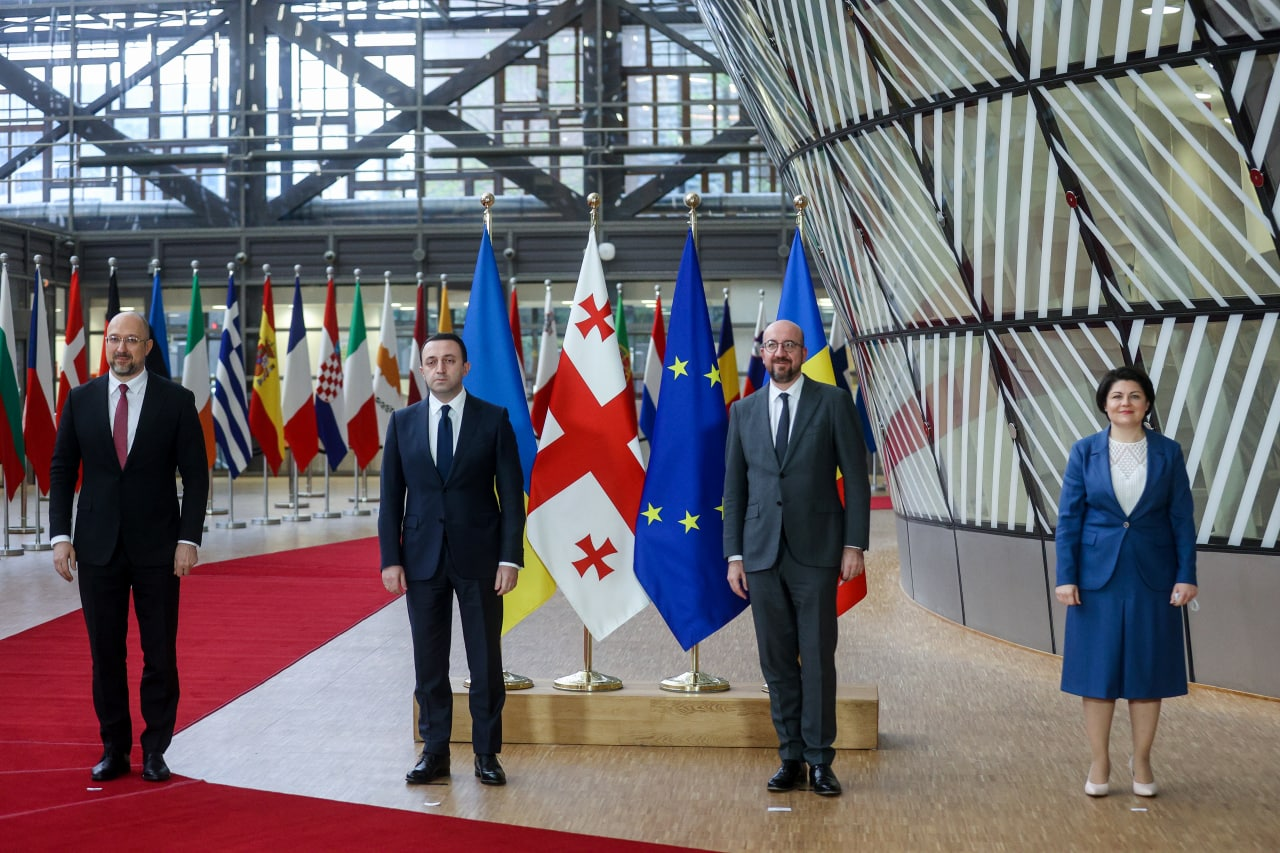
Georgië gold als kroonjuweel van het EU Oostelijk Partnerschap maar is sinds 2020 van haar voetstuk gevallen.

Na deze desastreus verlopen oorlog werd de aandacht verlegd naar integratie met de Europese Unie, wat zou leiden tot de aanvraag in 2022 van het EU-lidmaatschap. De regering van Saakasjvili stond ondanks hervormingssuccessen met de jaren steeds meer onder druk door toenemende autoritaire trekken. Georgië kreeg binnen het EU Oostelijk Partnerschap perspectief op een associatie- en vrijhandelsverdrag, een erkenning van de grote stap voorwaarts die het land had gemaakt sinds de Rozenrevolutie.
Na de ordentelijk verlopen parlementsverkiezingen in 2012 en presidentsverkiezingen in 2013, waarbij voor het eerst een democratische machtswisseling in Georgië plaatsvond, tekende het land tegelijkertijd met Oekraïne en Moldavië in juni 2014 het associatie- en vrijhandelsverdrag met de EU. In 2017 volgde het visumvrij reizen met de Europese Schengenzone. In deze periode werd Georgië gezien als koploper in het Oostelijk Partnerschap met betrekking tot democratisering. De regerende Georgische Droom won op de golf van pro-EU beleid ook de verkiezingen van 2016 en 2020. Met de jaren kwamen er steeds meer signalen van zogeheten state capture, geregisseerd door oligarch Bidzina Ivanisjvili, de man achter Georgische Droom. Hij vervulde geen officiële politieke functie maar oefende wel macht en invloed uit over alle lagen van de staat.
De regering vroeg in maart 2022 het EU-lidmaatschap aan in navolging van Oekraïne, dat op dat moment binnengevallen werd door Rusland. De EU gaf de Georgische regering huiswerk mee voor de kandidaatsstatus, waaronder het aanpakken van de invloed van Ivanisjvili. In december 2023 verkreeg Georgië onder voorwaarden alsnog de status van kandidaat-lid van de EU ondanks dat er aan slechts drie van de twaalf aanbevelingen was voldaan.

### Transformatie naar autoritair regime
In mei 2024 werd de "wet op transparantie van buitenlandse invloed" aangenomen, onder groot maatschappelijk protest en in weerwil van een presidentieel veto. De EU zei dat deze wet haaks staat op de voorwaarden voor kandidaatstelling en bevroor het toetredingstraject voor Georgië, alsmede steungelden. De wet beoogt de bewegingsruimte voor het maatschappelijk middenveld beperken, naar voorbeeld van een soortgelijke Russische wet. Maatschappelijke organisaties die "belangen van een buitenlandse mogendheid nastreeft", worden met deze wet geregistreerd als een "buitenlands agent", als ze voor meer dan 20 procent van hun financiering uit het buitenland ontvangen. 
De wet staat symbool voor de transformatie van Georgië naar een autoritair regime onder Georgische Droom. President Salome Zoerabisjvili noemde de partij een "Russische Droom". Een jaar eerder had Georgische Droom al geprobeerd de wet in te voeren, wat tot massaal protest en westerse kritiek leidde, waardoor de wet toen van tafel werd gehaald. De invoering ging in 2024 gepaard met intimidatie van leiders van NGOs door grootschalige postercampagnes en het in elkaar slaan van verschillende activisten en politici door knokploegen. De officiële resultaten van de parlementsverkiezingen van 2024 werden als frauduleus bestempeld door de oppositie, president Zoerabisjvili en westerse partnerlanden.
De daaropvolgende presidentsverkiezing werd ook betwist. Zoerabisjvili stelde in weerwil van de inhuldiging van haar opvolger Micheil Kavelasjvili dat zij nog steeds de wettige president is. Het Europees parlement was het in een resolutie met haar eens. In 2025 nam Georgische Droom in hoog tempo een reeks wetswijzigingen aan, die de burgerrechten en democratie verder ondermijnden. Ook beoogde de partij een verbod op een reeks (pro-westerse) oppositiepartijen, de voormalige regeringspartij Verenigde Nationale Beweging en wat ze als satellietpartijen ziet, door hen ongrondwettelijk te gaan laten verklaren. Hiertoe richtte Georgische Droom een tijdelijke parlementaire onderzoekscommissie op, die de vermeende criminele en anti-statelijke activiteiten van de regering van Verenigde Nationale Beweging (2003-2012) onderzocht. 

## Geografie

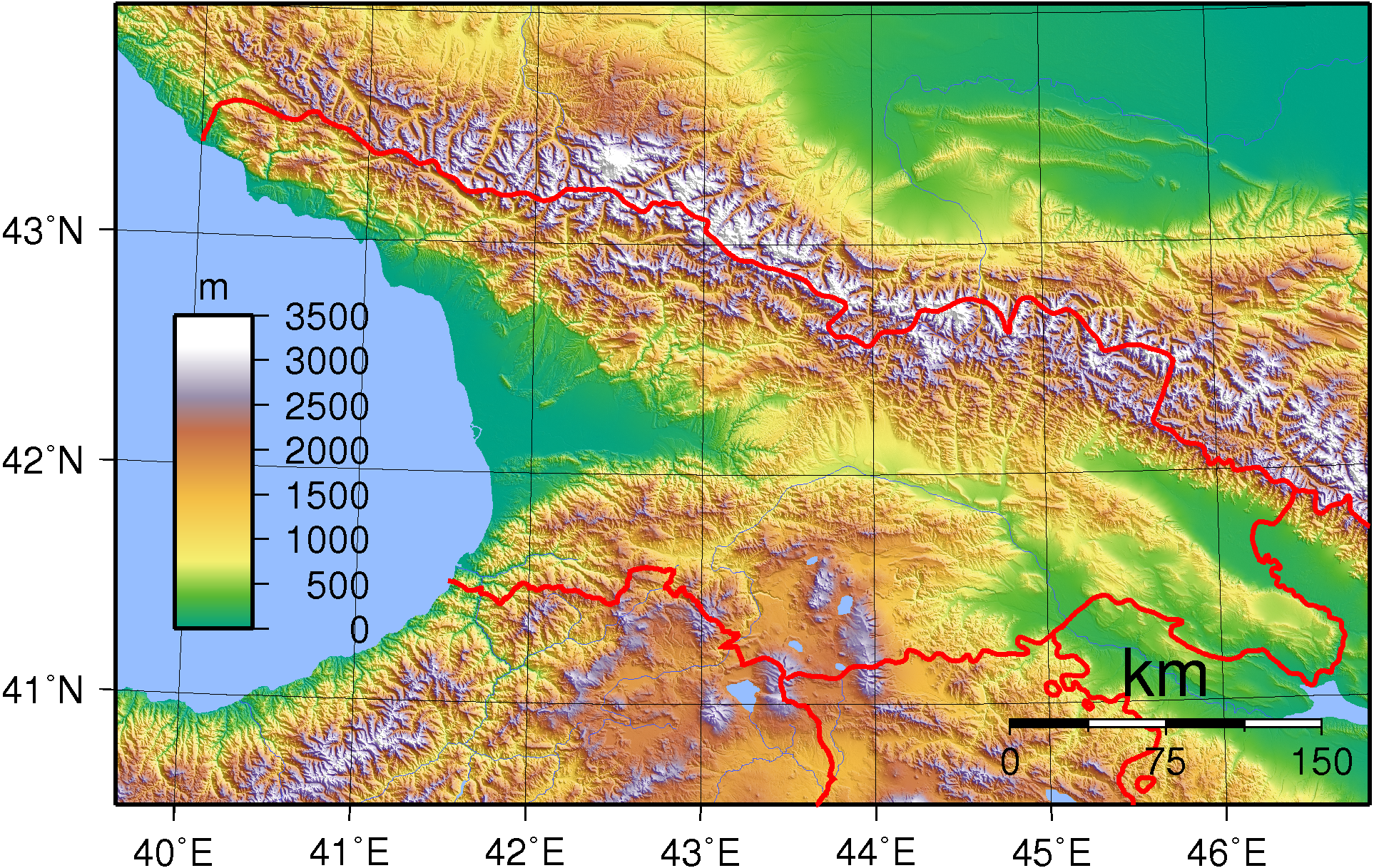
Geografie van Georgië

Georgië ligt in de Zuidelijke Kaukasus op het grensvlak van Europa en Azië, die in dit gebied meestal wordt gedefinieerd als de waterscheiding van de Grote Kaukasus. Dit gebergte vormt tevens de noordelijke begrenzing van Georgië. Het grootste deel van het land ligt daarmee in Azië, maar een klein gedeelte ligt ten noorden van deze waterscheiding en ligt dus in Europa. Dit betreft de historische regio's Chevi (gemeente Kazbegi), Chevsoeretië en Toesjeti. Om historische, culturele en politieke redenen wordt Georgië tot Europa gerekend, waar het land zich ook uitdrukkelijk mee identificeert.

### Fysieke kenmerken

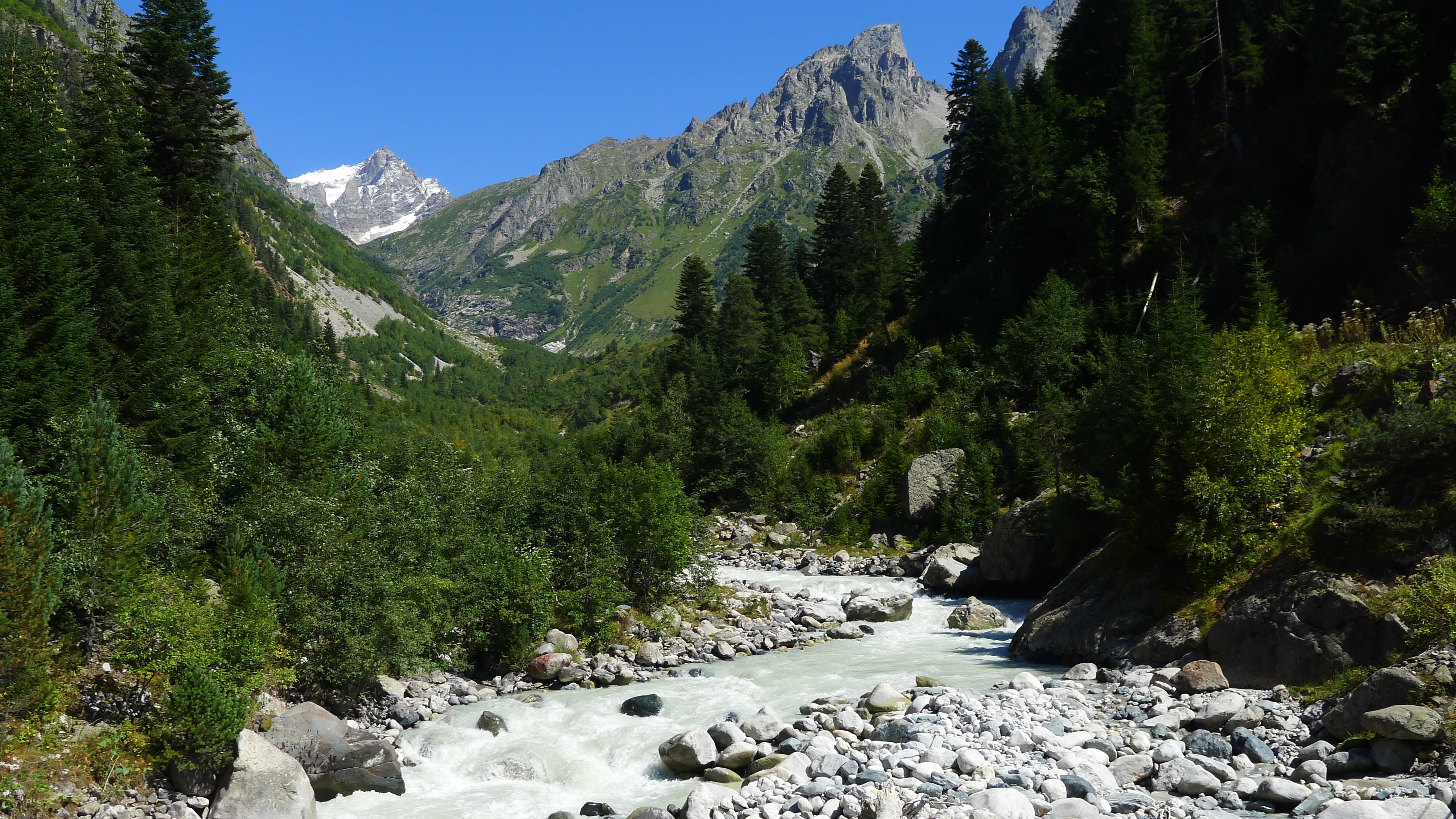
Hoge bergen, diepe dalen en...

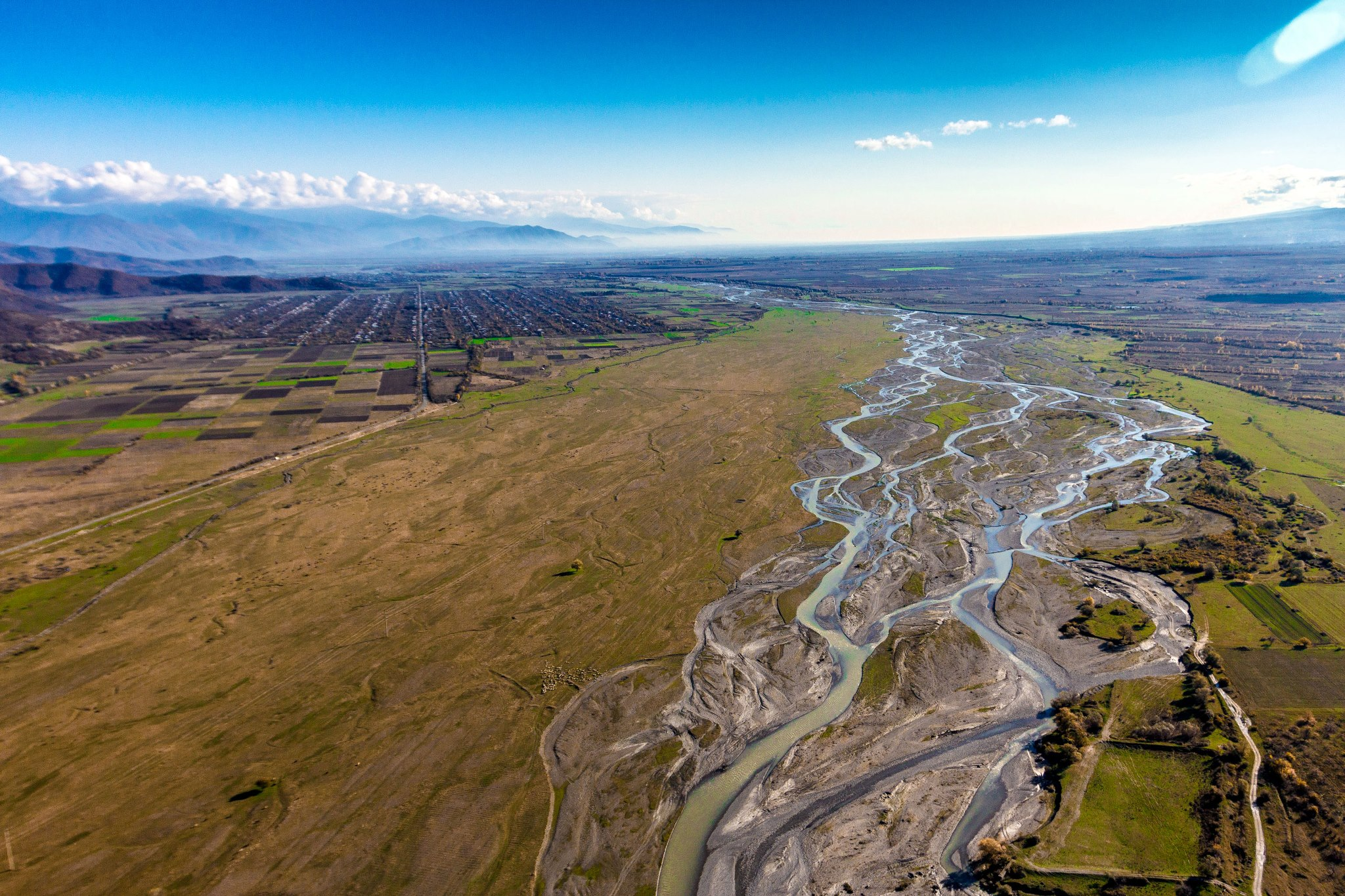
...weidse riviervalleien in Georgië

De Grote Kaukasus in het noorden en de Kleine Kaukasus in het zuiden domineren de fysieke kenmerken van Georgië en vormen tevens de geografische begrenzing. Zuid-Georgië bestaat daarnaast onder andere uit de lavaplateaus van de Kleine Kaukasus met oude vulkaankegels. Georgië is erg geaccidenteerd. Het Lichigebergte verdeelt het land in oost en west en vormt een geografische verbinding tussen de Grote en Kleine Kaukasus. De hoogste berg is de Sjchara (5193 meter), andere kenmerkende hoge bergen zijn de Dzjanga (5051 meter), de Kazbek (van vulkanische oorsprong, 5047 m), de Sjota Roestaveli (4970 m), de Tetnoeldi (4858 m) en de Oesjba (4710 m).
Zowel de Grote- als de Kleine Kaukasus bestaan uit diverse subgebergtes, met hun eigen karakteristieken. Onderdeel van de Grote Kaukasus zijn onder andere de Egrisi-, Svaneti-, Sjoda-Kedela-, Letsjchoemi-, Ratsja en Goedamakarigebergtes, terwijl de Trialeti-, Mescheti- en Samsarigebergtes onderdeel zijn van de Kleine Kaukasus.
Het westen van Georgië, met name ten westen van de stad Samtredia, is laagland met moerassen in het kustgebied bij Poti. Hier ligt het Nationaal park Kolcheti. Het zuidoostelijk grensgebied met Azerbeidzjan kenmerkt zich door een aride semi-woestijn landschap, zoals in het Nationaal park Vasjlovani. De belangrijkste rivieren zijn de Rioni, die in de Zwarte Zee uitmondt en de Koera en Alazani die in de Kaspische Zee uitmonden. De Alazani is met 391 km de langste rivier in Georgië en de 333 km lange Rioni de langste rivier die geheel in Georgië ligt.

### Klimaat

Georgië volgens de klimaatclassificatie van Köppen

Door de grote hoogteverschillen in het land, van zeeniveau tot hoge bergtoppen in de nivale zone, heeft Georgië een significante klimatologische variatie. In het westelijke deel van Georgië is het klimaat subtropisch, terwijl in het oostelijke deel een landklimaat heerst, met in het uiterste zuidoosten een steppeklimaat. Hoofdstad Tbilisi is in de zomer erg warm, terwijl de kuststreek van de autonome republiek Adzjarië, in het zuidwesten van het land, wordt gekenmerkt door een zeer vochtig klimaat. De jaarlijkse neerslag in Georgië varieert van 400 tot 4.500 mm. De Adzjaarse hoofdstad Batoemi, gelegen aan de Zwarte Zee, heeft een gemiddelde neerslag van ruim 2100 mm per jaar. Het aantal uren zonneschijn varieert van 1.350 tot 2.520 uur.
In de bergen van de Kaukasus liggen de temperaturen aanzienlijk lager dan in het lager gelegen centrale deel van Georgië, met koele zomers en koude sneeuwrijke winters. De Grote Kaukasus, die de grens met Rusland vormt, houdt de aanvoer van koude winterlucht vanuit Centraal-Rusland tegen. Hierdoor hebben de lage delen van Georgië in de wintermaanden gematigde gemiddelde temperaturen. Toch kan het in de winter overal in het land vriezen. Volgens de klimaatclassificatie van Köppen zijn er vijf klimaten in Georgië, waarvan vochtig landklimaat (Dfb) en vochtig subtropisch klimaat (Cfa) het meest voorkomen. Andere klimaten die in mindere mate voorkomen zijn gematigd zeeklimaat (Cfb), koel landklimaat (Dfc) en warm landklimaat (Dfa).
| Maand                                                     | jan  | feb  | mrt  | apr  | mei  | jun  | jul  | aug  | sep  | okt  | nov  | dec  | Jaar  |
| --------------------------------------------------------- | ---- | ---- | ---- | ---- | ---- | ---- | ---- | ---- | ---- | ---- | ---- | ---- | ----- |
| Gemiddeld maximum (°C)                                    | 1,6  | 2,9  | 7,7  | 14,2 | 18,8 | 23,3 | 26,0 | 26,4 | 22,1 | 16,1 | 8,9  | 3,1  | 14,3  |
| Gemiddelde temperatuur (°C)                               | −2,7 | −1,6 | 5    | 8,5  | 13,1 | 17,3 | 20,0 | 20,3 | 16,1 | 10,6 | 4,2  | −0,9 | 9,2   |
| Gemiddeld minimum (°C)                                    | −6,9 | −6,2 | −2,0 | 2,9  | 7,4  | 11,3 | 14,1 | 14,1 | 10,0 | 5,1  | −0,5 | −5,0 | 3,7   |
|                                                           |      |      |      |      |      |      |      |      |      |      |      |      |       |
| Neerslag (mm)                                             | 78   | 71   | 84   | 87   | 111  | 123  | 97   | 83   | 88   | 95   | 83   | 76   | 1.076 |
| Bron: Kennisportaal over klimaatverandering - Wereldbank. |      |      |      |      |      |      |      |      |      |      |      |      |       |

## Bestuurlijke indeling

Regio's van Georgië

Sinds 1995 is Georgië bestuurlijk onderverdeeld in negen regio's (mchare), twee autonome republieken en een hoofdstedelijke regio. De regio's en autonome republieken zijn onderverdeeld in gemeenten. De regio's hebben geen eigen bestuurslaag, maar hebben een staatscommissaris als hoofd, ook wel informeel een gouverneur genoemd, die benoemd wordt door de centrale regering. De 64 gemeenten waarover Georgië gezag uitoefent hebben een gemeenteraad (sakreboelo) die elke vier jaar via een stembusgang gekozen wordt, tegelijkertijd met een gekozen burgemeester.
| | Tbilisi                             | 1.258.526 | 502     | 2507  |        |
| | A.R. Abchazië                       | 243.958   | 8.666,9 | 28,1  | [ 45 ] |
| | A.R. Adzjarië                       | 363.212   | 2.900   | 125,2 |        |
| | Goeria                              | 101.882   | 2.033   | 50,1  |        |
| | Imereti                             | 442.265   | 6.680   | 68,9  | [ 46 ] |
| | Kacheti                             | 299.896   | 11.375  | 26,4  |        |
| | Kvemo Kartli                        | 436.026   | 6.436,2 | 67,7  |        |
| | Mtscheta-Mtianeti                   | 92.623    | 6.785   | 16,5  | [ 47 ] |
| | Ratsja-Letsjchoemi en Kvemo Svaneti | 26.182    | 4.954   | 5,7   | [ 48 ] |
| | Samegrelo-Zemo Svaneti              | 299.290   | 7.468,2 | 38,5  |        |
| | Samtsche-Dzjavacheti                | 142.065   | 6.412,8 | 22,2  |        |
| | Sjida Kartli                        | 249.829   | 5.729   | 71,2  | [ 49 ] |
| | Georgië                             | 3.694.608 | 69.700  | 64,7  | [ 51 ] |
| Verantwoording data: Georgisch Statistisch Bureau Geostat, Abchazische statistiek. Bevolkingsgegevens van deelgebieden voor de delen die onder Georgisch gezag staan. |                                     |           |         |       |        |

### Autonome republieken
De autonome republiek Adzjarië heeft een eigen vierjaarlijks verkozen parlement met een regering, de ministerraad. Het hoofd van deze ministerraad wordt door de president van Georgië benoemd. De door Georgië erkende autonome regering van Abchazië zetelt sinds 2008 in ballingschap in Tbilisi. Abchazië heeft geen verkozen parlement voor zolang het gezag niet is hersteld over de republiek. Het parlement en de regering van de separatistische autoriteiten worden niet erkend door de Georgische autoriteiten.

### Zuid-Ossetië
De separatistische regio Zuid-Ossetië werd na het intrekken van de autonomie in 1990 bestuurlijk herverdeeld over Georgische districten (rajons, vanaf 2007 gemeenten), die in 1995 bij de nieuwe regio's werden ingedeeld. Het grootste deel van Zuid-Ossetië werd bij de regio Sjida Kartli ingedeeld. De centrale autoriteiten van Georgië erkennen het separatistische bestuur van Zuid-Ossetië niet, noch de territoriale eenheid als zodanig. Officieel wordt meestal aan het gebied gerefereerd als regio Tschinvali, naar de feitelijke hoofdstad van het gebied.
Georgië richtte in 2007 de Provisionele Territoriale Eenheid Zuid-Ossetië op die bestuurd wordt door de Zuid-Osseetse Administratie. Dit bestuur zetelt sinds augustus 2008 in ballingschap in Tbilisi en oefent geen gezag uit over de regio. Het behartigt sindsdien de belangen van de vluchtelingen uit Zuid-Ossetië die in speciale dorpen verspreid in Georgië wonen.

## Demografie

Bevolkingsontwikkeling Georgië vanaf 1950
Oorspronkelijk vastgestelde/geschatte inwoners vanaf 1950
Correctie door middel van retro-projectie (1994-2017) door VN & Geostat
Noot: daling 1993-1994 komt met name door weglaten Abchazië en Zuid-Ossetië.

Georgië telt 3,7 miljoen inwoners (2025), exclusief de afscheidingsgebieden. Na de onafhankelijkheid in 1991 kromp de bevolking in hoog tempo van 5,5 miljoen (1992) naar 4 miljoen in 2002, waarna dit vanaf 2012 stabiliseerde rond de 3,7 miljoen. Aan de grote daling lagen een aantal oorzaken ten grondslag: grootschalige migratie, een meerjarig negatieve natuurlijke bevolkingsaanwas en het verlies van de controle over Abchazië en Zuid-Ossetië, waardoor deze vanaf 1994 niet meer mee worden geteld in de statistieken. Deze twee gebieden hebben bij elkaar ongeveer 300.000 inwoners.
Sinds 2020 is de demografische ontwikkeling weer in beweging. In 2021 zakte het aantal inwoners onverwachts met 40.000 onder de 3,7 miljoen, het laagste aantal sinds de onafhankelijkheid, wat de lichte groei sinds 2013 in één klap teniet deed. Een jaar later groeide de bevolking plotseling naar het hoogste aantal sinds 2012 door sterk gestegen immigratie vanuit met name Rusland, in 2023 daalde deze weer vrijwel net zo hard met ruim 40.000 door emigratie.

### Migratie
Door het uiteenvallen van de Sovjet-Unie ontstond er een grote migratiedynamiek. Georgië werd in een rapport van de Wereldbank uit 2007 genoemd als een van de landen met de meeste emigratie ter wereld, in verhouding tot de bevolkingsomvang. Dit gebeurde als gevolg van twee migratiebewegingen: Georgiërs die in andere sovjetrepublieken woonden en werkten, keerden (initieel) terug naar hun moederland, terwijl andere nationaliteiten juist Georgië verlieten. De volkstelling van 1989 registreerde 341.000 etnische Russen in Georgië (6,3 procent van de bevolking), wat daalde naar 67.648 in 2002 en 26.453 in 2014 (0,7 procent). Het aandeel etnische Georgiërs steeg tussen 1989 en 2002 met 10 procent, van 73,7 naar 83,7 procent van de bevolking.
Als gevolg van burgeroorlogen en crises in de jaren negentig en de daaropvolgende slechte economische vooruitzichten, emigreerden ook steeds meer etnische Georgiërs. Vooral inwoners met een hogere opleiding verlieten het land naar een van de staten van het GOS, met name Rusland, en later ook naar West-Europa en de Verenigde Staten. Rusland ontving verreweg de meeste migranten uit Georgië, zowel Georgiërs als andere etniciteiten. Volgens gegevens van de Verenigde Naties uit 2000 waren dat in totaal 625 duizend, wat in 2019 door remigratie was gedaald tot 450 duizend. De Russische volkstelling van 2010 registreerde ongeveer 158 duizend etnische Georgiërs in Rusland. In 2020 was dat gedaald naar 113.687. De grootste Georgische gemeenschap bevindt zich in de Russische hoofdstad Moskou, waar volgens Russische gegevens anno 2014 ongeveer 40.000 Georgiërs woonden. In 2006, op het hoogtepunt van de Georgisch-Russische spionagecontroverse, werden enkele duizenden Georgiërs uit Moskou gedeporteerd naar Georgië. Het Europees Hof voor de Rechten van de Mens heeft Rusland hiervoor veroordeeld.
De Russische invasie van Oekraïne sinds 2022 en de Russische mobilisatie betekende een sterke groei van immigratie in Georgië in 2022: een verdubbeling naar 180.000 ten opzichte van het gemiddelde van eerdere jaren. Tegelijkertijd emigreerde ook een recordaantal Georgiërs (+25%), onder andere vanwege de politieke ontwikkelingen in het land, maar ook uit economische motieven.

### Volkstelling 2014
In 2014 is een volkstelling uitgevoerd in samenwerking met het Bevolkingsfonds van de Verenigde Naties (UNFPA). De telling constateerde een gat van circa 700.000 inwoners ten opzichte van de lopende gegevens van het Nationaal Statistisch Bureau, Geostat, die cumulatief waren gebaseerd op de volkstelling van 2002. Na onderzoek bleek dat de volkstelling van 2002 8 à 9 procent te hoog was uitgevallen, wat door heeft gewerkt in daaropvolgende jaren. Een door UNFPA gestelde verklaring is dat families van emigranten hen als inwoners bleven opgeven uit angst rechten of privileges te verliezen. Andere factoren waren onder meer een gebrek aan kwaliteit in het registratiesysteem van migratie, geboorte, sterfte en huwelijken. Pas rond 2010 werden delen van het systeem weer betrouwbaar, wat daarna verder verbeterde. Met ondersteuning van het UNFPA zijn de bevolkingsgegevens met terugwerkende kracht op de periode 1994-2014 opnieuw geschat. De resultaten van het project werden in 2018 gepresenteerd en gepubliceerd. Aan de hand van deze terugmodellering heeft Geostat de gegevens voor deze jaren gecorrigeerd, zowel in de jaarlijkse publicaties vanaf 2018, als in de publiek toegankelijke database.

### Abchazië en Zuid-Ossetië
De burgeroorlogen in de jaren 1990 in Abchazië en Zuid-Ossetië leidden ertoe dat meer dan 300.000 mensen hun huizen ontvluchtten en werden verjaagd, vooral Georgiërs die naar andere delen van het land zijn gevlucht en sindsdien maar beperkt hebben kunnen terugkeren. Als gevolg van de oorlog in 2008 rond Zuid-Ossetië raakten nog eens ruim 100.000 mensen ontheemd, waarvan slechts een deel, met name Osseten, is teruggekeerd. Circa 26.000 Georgiërs kunnen permanent niet terug naar Zuid-Ossetië en wonen in speciale dorpen. In totaal telde Georgië in 2021 ongeveer 290.000 geregistreerde interne vluchtelingen (inclusief geboortes sinds de vlucht). Een deel van de oorspronkelijke vluchtelingen is opgegaan in de Georgische maatschappij en maakt geen deel uit van deze statistiek. De bevolking in Abchazië is sinds 1989 met ruim 300.000 gekrompen naar 214.000 in 2003. Terwijl in Zuid-Ossetië de bevolking ongeveer is gehalveerd tot ruim 50.000. In beide regio's groeit het bevolkingsaantal weer in lichte mate.

### Urbanisatie

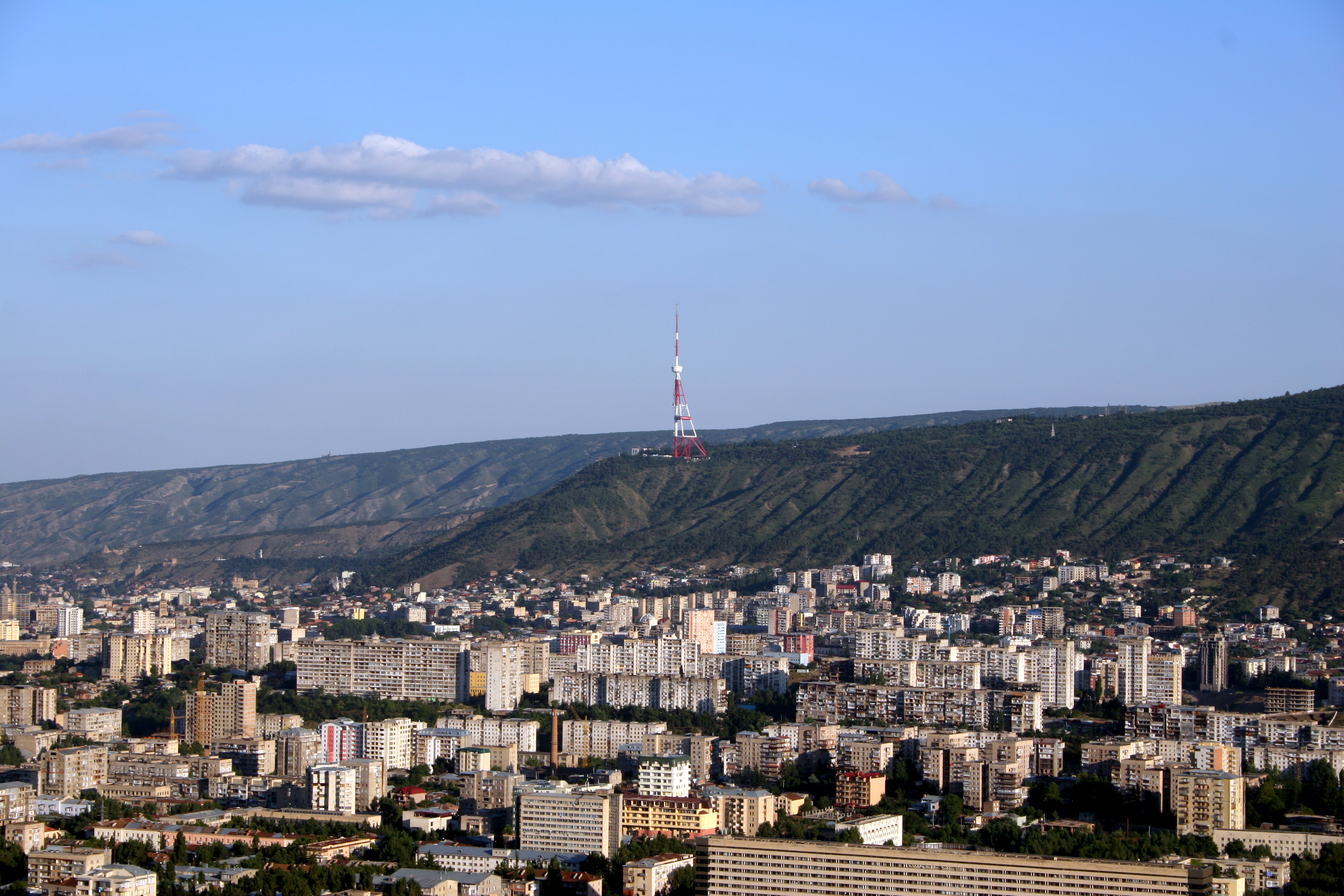
Hoofdstad Tbilisi kreeg veel hoogbouw in de Sovjet-periode

Tot de Tweede Wereldoorlog was Georgië een typische landbouwstaat. Politicoloog Karl Kautsky noemde Georgië in 1921 een sociaaldemocratische boerenrepubliek. Met de door Stalin bevolen industrialisatie nam de verstedelijking een grote vlucht. In 1926 woonde 22 procent van de bevolking in stedelijke kernen, in 1959 was dit verdubbeld naar 43 procent. Vanaf het midden van de jaren 1970 stabiliseerde zich dit rond de 53 procent.
Anno 2024 woonde ongeveer 61 procent van de inwoners in steden of 'nederzettingen met stedelijk karakter' en de overige 39 procent in dorpen op het platteland. Ongeveer 30 procent van de bevolking woont in hoofdstad Tbilisi, dat veruit de grootste stad van het land is. Na de grote bevolkingsdaling in de jaren 1990, hebben een aantal steden weer groei gekend. Naast de hoofdstad waren dat met name Batoemi en Roestavi, respectievelijk de tweede en derde stad van het land. Koetaisi, de tweede stad tijdens het Sovjet-tijdperk, halveerde in omvang sinds de jaren 1990.
| Tbilisi | 294.044 | 1.246.900 | 1.073.345 | 1.078.297 | 1.108.717 | 1.251.704 | Tbilisi                |
| Batoemi | 48.474  | 136.900   | 121.806   | 152.839   | 169.095   | 186.949   | Adzjarië               |
| Roestavi | 0       | 159.000   | 116.384   | 125.103   | 128.680   | 128.249   | Kvemo Kartli           |
| Koetaisi | 48.196  | 232.500   | 185.965   | 147.635   | 135.201   | 123.722   | Imereti                |
| Sochoemi | 20.032  | 119.200   | a 43.716  | a 64.025  | b 65.530  | b 64.987  | Abchazië               |
| Gori | 10.547  | 67.800    | 49.516    | 48.143    | 45.557    | 41.933    | Sjida Kartli           |
| Poti | 13.137  | 50.600    | 47.149    | 41.465    | 41.498    | 41.175    | Samegrelo-Zemo Svaneti |
| Zoegdidi | 5.577   | 49.600    | 68.894    | 42.998    | 41.494    | 40.067    | Samegrelo-Zemo Svaneti |
| Tschinvali | 5.809   | 42.300    | c 30.000  | d 30.432  | d 32.699  | d 34.184  | Zuid-Ossetië           |
| Marneoeli | e 2.122 | 27.557    | 20.065    | 20.211    | 23.118    | 26.400    | Sjida Kartli           |
| Verantwoording data: historische census data, Geostat. a Abchazische volkstelling 2003 en data 2014 in jaaroverzicht 2015. b Statistisch jaarboek 2023 Abchazië. c Voor de oorlog in 2008 woonden er circa 30.000 mensen. d Volkstelling oktober 2015 en jaardata 1 januari 2020 en 2024 volgens het Zuid-Ossetische statistisch bureau. e 1923 |         |           |           |           |           |           |                        |

### Bevolkingsgroepen

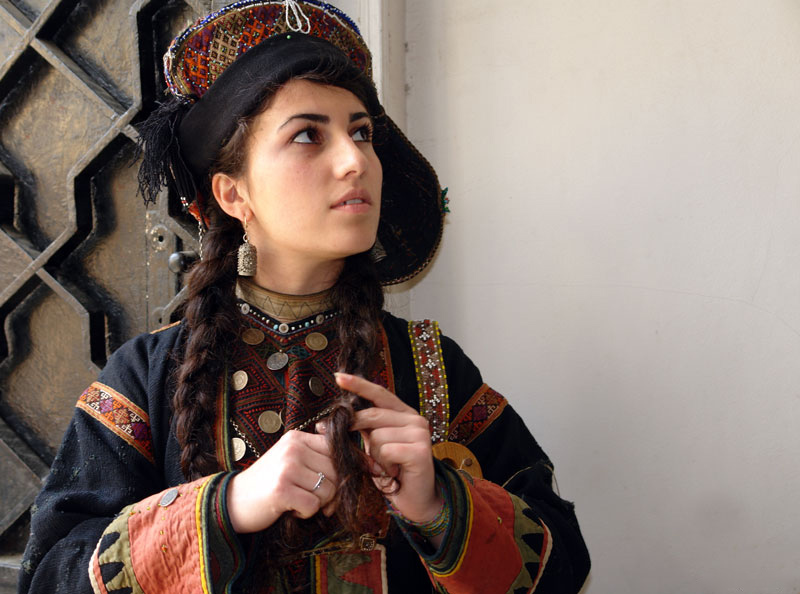
De Chevsoeren zijn een etnisch Georgische subgroep in het noordoosten van het land

De meerderheid van de bevolking bestaat volgens de volkstelling van 2014 uit Georgiërs (86,8%), onder wie de Adzjaren, Chevsoeren, Mingreliërs en Svaneten. Belangrijke etnische minderheden zijn de Azerbeidzjanen (6,3%), Armeniërs (4,5%), Russen (0,7%), Osseten (0,4%), Jezidi's (0,3%), Oekraïners (0,2%), Kisten (0,2%) en Assyriërs (0,1%). De overige 0,5% omvat talloze kleinere bevolkingsgroepen zoals Abchaziërs, Batsen, Chinezen, Georgische Joden, Pontische Grieken, Kabardijnen, Koerden, Tataren en Turken. De Georgische volkstelling van 2014 is niet gehouden in de afscheidingsregio's Abchazië en Zuid-Ossetië. Met inbegrip van deze gebieden zou het aandeel Abchazen en Osseten respectievelijk 3,1% en 1,6% zijn op basis van data voor 2015 van deze regio's.
De Azerbeidzjanen zijn in de regio Kvemo Kartli qua aantal ongeveer even groot als de Georgische bevolking. De Armeniërs wonen vooral in het zuiden en vormen in de regio Samtsche-Dzjavacheti zelfs een meerderheid. Hier waren in oktober 2005 protesten voor gelijke economische behandeling en autonomie, die echter met geweld werden neergeslagen door de politie. De autonomie vraag wordt af en toe door Rusland opgeworpen, maar leeft verder weinig onder de lokale bevolking.
Sinds de val van de Sovjet-Unie is een groot deel van de Georgische joden naar Israël en Amerika geëmigreerd. De Georgische joden stammen af van de Perzische joden en behoren daarmee tot de Mizrachi-Joden. Deze joden vestigden zich in Georgië vanaf 600 voor Christus, ze hadden er de status van lijfeigene. Dit lijfeigenschap werd in 1864 afgeschaft, joodse ex-lijfeigenen werden pachters. Vanaf 1870, met de opkomst van het zionisme emigreerden velen naar Israël. Deze emigratie lag stil tijdens het Sovjetbewind en kwam weer op gang na de perestrojka. In de Sovjetperiode leefden er ook ongeveer 25.000 Kaukasusduitsers en een groot aantal Meschetische Turken, die met andere volken in de jaren veertig van de 20e eeuw door Stalin werden gedeporteerd naar Centraal-Azië en Siberië. Na 1955, toen ze dit gebied weer mochten verlaten, keerden slechts weinigen van hen terug naar Georgië.
Sinds de jaren 1990 emigreerde een groot deel van de Pontische Grieken naar Griekenland en vertrokken ook veel Russen vanaf 1989 naar Rusland. Het Russisch aandeel in de totale bevolking daalde van 6,3% in 1989 naar 0,7% in 2014, waarbij het merendeel in de jaren 1990 vertrok (census 2002: 1,5%).

### Taal
De Georgiërs spreken in meerderheid Georgisch, een Zuid-Kaukasische taal. Naast het Georgisch, dat in het hele land geldt als officiële taal, is het Abchazisch een officiële taal in Abchazië, wat is vastgelegd in artikel 2 van de Georgische grondwet. In het westen van het land wordt het aan Georgisch verwante (maar niet officieel erkende) Mingreels gesproken en in de Kaukasusbergen het eveneens verwante Svanetisch en Lazisch. Daarnaast spreken niet-Georgische groepen in het land naast het Georgisch veelal een eigen taal, zoals het bijna uitgestorven Batsbi in en rond Toesjeti en de Pankisivallei en die verwant is aan het Tsjetsjeens en Ingoesjetisch.
Ongeveer 87,6% van de bevolking heeft een van de Georgische talen als moedertaal, 6,2% Azerbeidzjaans, 3,9% Armeens en 1,2% Russisch in het door Tbilisi gecontroleerde deel van Georgië. Het Ossetisch wordt door 5.700 mensen als moedertaal gesproken, vooral in dorpen langs de conflictlijn. Minder dan 300 mensen buiten Abchazië hebben het Abchazisch als moedertaal.

### Religie

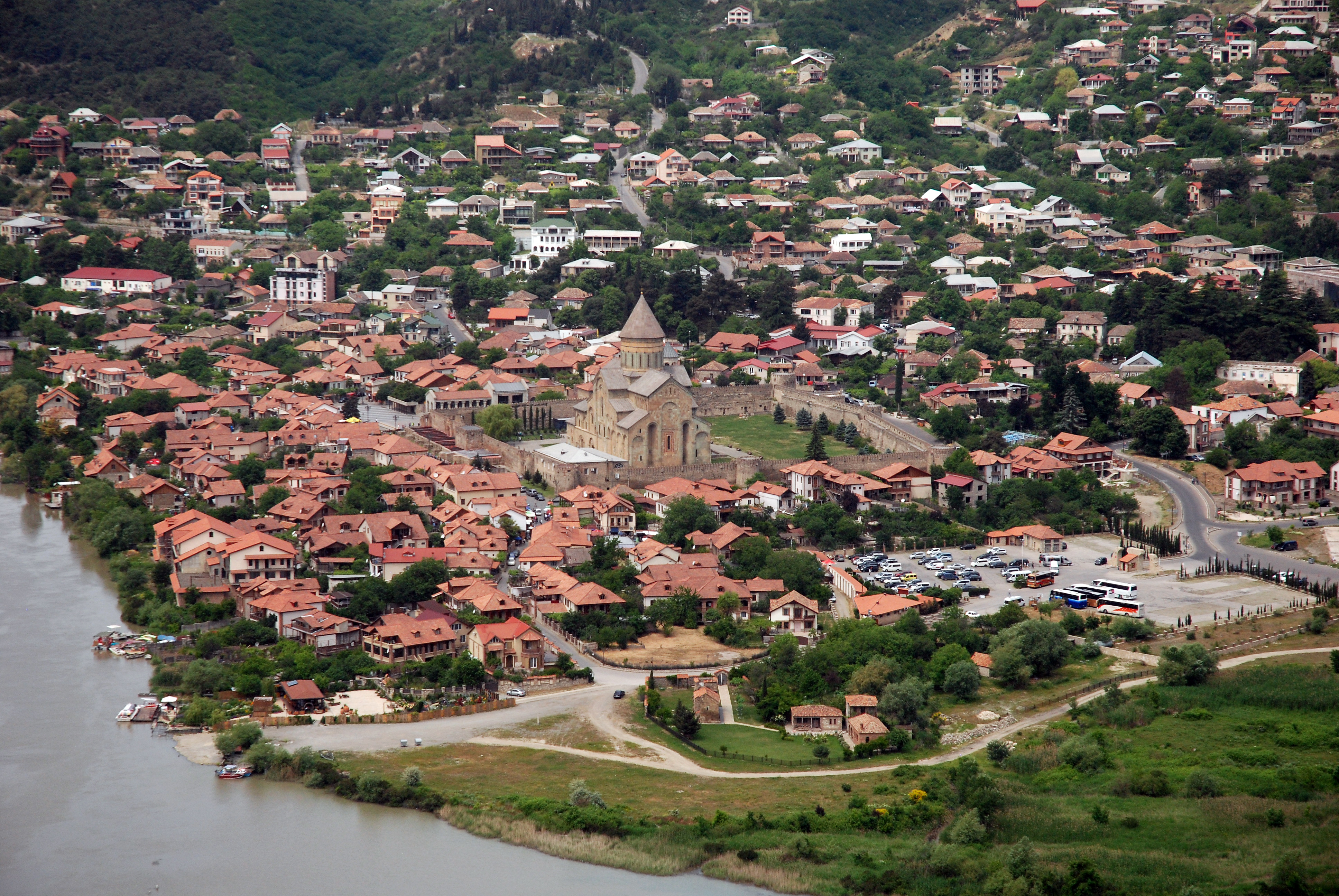
Svetitschoveli-kathedraal in Mtscheta vanaf het Dzjvariklooster

De Georgiërs zijn in grote meerderheid christelijk. De bekering van het koninkrijk Iberië, het huidige Georgië, tot het christendom begon in de vroege vierde eeuw toen Nino rond het jaar 320 naar het land vluchtte en inwoners evangeliseerde. Zij en Joris (Georgius) zijn de beschermheiligen van Georgië. Koning Mirian III liet zich rond het jaar 330 bekeren op de plek van het 6e-eeuwse Dzjvariklooster, dat bovenop een heuvel staat bij de samenvloeiing van de rivieren Koera en Aragvi. Hij verklaarde daarna het christendom als staatsgodsdienst.
Aan de overzijde van Dzjvari ligt de toenmalige hoofdstad van Iberië Mtscheta, waar op Nino's aanwijzen de eerste Georgische kerk gebouwd werd. Op deze plek staat tegenwoordig de 11e-eeuwse Svetitschoveli-kathedraal. Nino trok zich aan het eind van haar leven terug in Bodbe, bij Signagi in het oost-Georgische Kacheti, waar ze overleed en begraven is. Deze plekken zijn nog steeds belangrijk voor de Georgische nationale en christelijke identiteit.
Volgens de volkstelling van 2014 behoort 83% tot de oosters-orthodoxe kerken, hoofdzakelijk de Georgisch-Orthodoxe Kerk, maar ook een klein deel de Russisch-Orthodoxe Kerk, vooral de Osseten. Bijna 11% van de bevolking is islamitisch. Dit betreft de Azerbeidzjaanse (sjiitisch) minderheid in het zuidoosten en de Adzjaren (soennitisch) in het zuidwesten. Drie procent behoort tot de Armeense Apostolische Orthodoxe Kerk. Verder is een 0,5% katholiek, waaronder katholieken die de Latijnse ritus volgen, Georgisch-Byzantijns-katholieken en Armeens katholieken. De Abchaziërs zijn voornamelijk Russisch-orthodoxe christenen, maar ook deels soennitische moslims.
Er zijn in Georgië kleine joodse gemeenschappen. Tot het einde van de Sovjetperiode waren er grote Georgisch Joodse gemeenschappen in Tbilisi, Koetaisi, Oni, Koelasji en enkele andere plaatsen in west-Georgië. Een bijzondere religieuze minderheid vormen de Jezidi's, Koerden wier godsdienst een mengeling is van islam, christendom en andere religies. Volgens de volkstelling van 2014 betreft het ruim 12.000 inwoners (0,3%). Veel Jezidi's zijn na de onafhankelijkheid uit Georgië geëmigreerd vanwege onder meer discriminatie. In 1989 was het aantal nog circa 33.000.

## Bestuur en politiek
Georgië is een representatieve democratie met sinds 2013 een parlementair systeem, waarin de president een grotendeels ceremonieel staatshoofd is. De uitvoerende macht ligt bij het kabinet van ministers onder leiding van de premier, dat wordt benoemd door het in Tbilisi gevestigde parlement.

### Grondwet
De huidige grondwet werd in 1995 aangenomen na een proces van ruim twee jaar. Een nieuwe grondwet was een van de belangrijkste opdrachten voor Edoeard Sjevardnadze toen hij in maart 1992 naar Georgië terugkeerde en het land ging leiden na de staatsgreep tegen president Zviad Gamsachoerdia. De grondwet is sindsdien meermaals aangepast. In 1993 stelde Sjevardnadze een constitutionele commissie in om een herziene versie van de grondwet uit 1921 te formuleren. Deze had de Democratische Republiek Georgië op de valreep voor de Sovjetinvasie aangenomen en werd als basis van het onafhankelijke Georgië gezien. Uiteindelijk kwam er een geheel nieuwe grondwet.

### Parlement

Plenaire zaal van het parlement

De Georgische wetgevende macht berust bij het parlement van Georgië in een eenkamerstelsel met 150 leden dat zetelt in hoofdstad Tbilisi. De Georgische Droom is in de parlementaire periode 2024-2028 de grootste partij in het parlement en is dat sinds 2012 toen het de Verenigde Nationale Beweging van toenmalig president Micheil Saakasjvili in de parlementsverkiezingen versloeg.
De parlementsleden worden gekozen voor een termijn van vier jaar. Met ingang van de verkiezingen van 2024 geldt een geheel evenredig kiestelsel op basis van een nationaal kiesdistrict met een kiesdrempel van vijf procent. Tot dan gold een gemengd kiesstelsel, waarin een deel van het parlement werd gekozen door evenredige vertegenwoordiging via gesloten partijlijsten in een nationaal kiesdistrict en een deel door enkelvoudige districten met een tweerondensysteem. Het aantal parlementszetels, de kiesdrempel en het districtenstelsel werden sinds de onafhankelijkheid regelmatig aangepast.

### President en premier

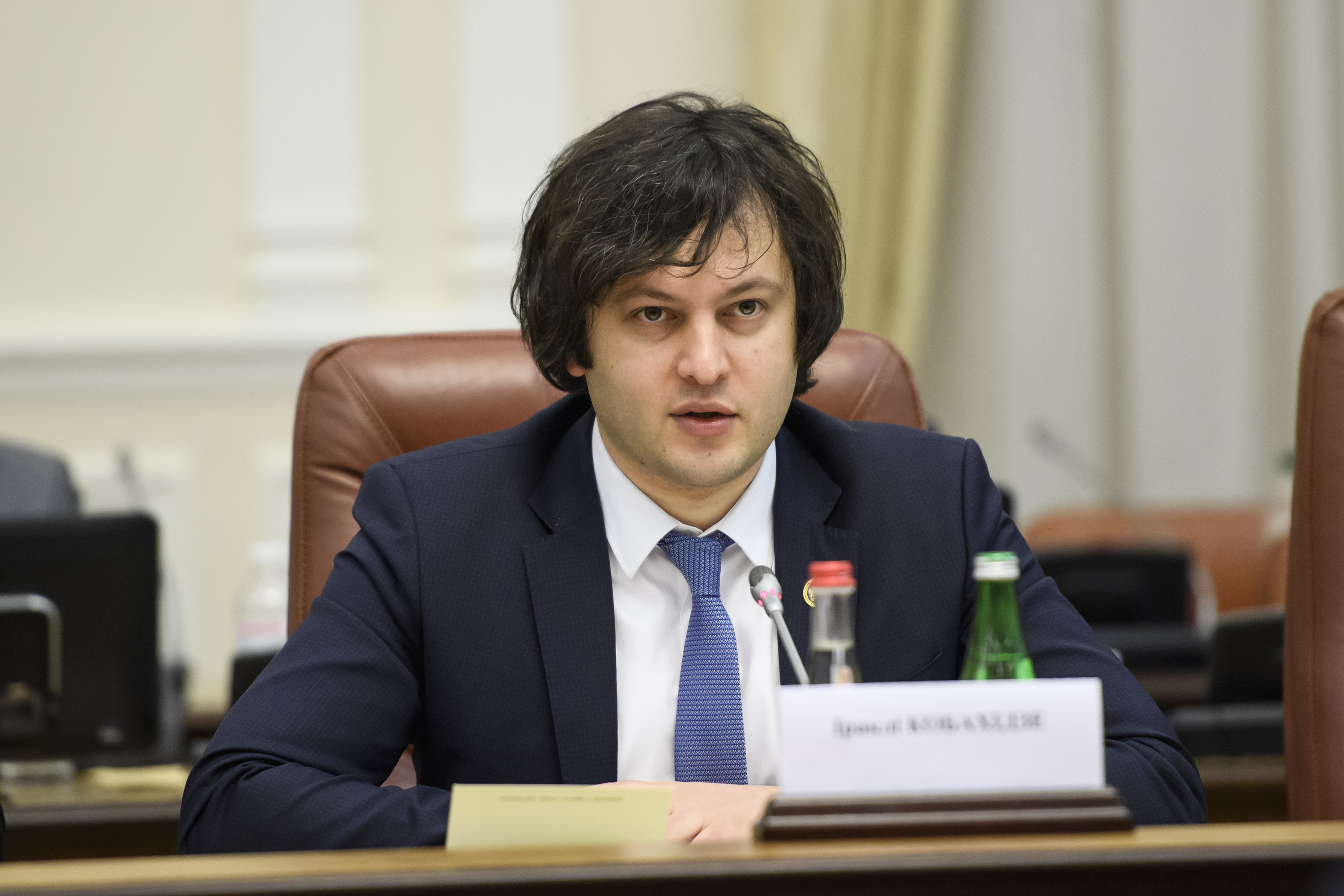
Premier Irakli Kobachidze.

De president is het staatshoofd van Georgië en de functie is grotendeels ceremonieel. Sinds 29 december 2024 is Micheil Kavelasjvili president, die door middel van een kiescollege werd aangewezen. Zijn voorganger Salome Zoerabisjvili betwistte deze verkiezing en stelde de president te blijven, wat ze sinds 2018 was.
De president vertegenwoordigt het land in buitenlandse betrekkingen, staat garant voor de eenheid en onafhankelijkheid van het land, is de opperbevelhebber van de nationale strijdkrachten, onderhandelt met instemming van de regering met andere staten en internationale organisaties, sluit internationale verdragen en schrijft verkiezingen uit. Het presidentschap werd grotendeels ceremonieel door de transformatie van een presidentiële- naar parlementaire republiek na grondwetswijzigingen in 2012-2013 en 2017-2018. De president wordt sinds 2024 gekozen door een kiescollege voor een termijn van vijf jaar en mag maximaal twee termijnen dienen.
De premier van Georgië is het hoofd van de regering en vertegenwoordigt net als de president het land in buitenlandse relaties en mag internationale verdragen sluiten. De premier kan leden van het kabinet ontslaan en benoemen en wordt door het parlement benoemd. Sinds februari 2024 is Irakli Kobachidze premier.

### Politieke tijdlijn
De politieke tijdlijn van Georgië sinds de onafhankelijkheid in 1991 met de presidenten en de regerende politieke partij.
Edoeard Sjevardnadze was in de periode 1992-1995 formeel geen president, maar wel staatshoofd. Parlementsvoorzitter Nino Boerdzjanadze was tweemaal enkele maanden waarnemend president, namelijk na de val van Sjevardnadze in november 2003 als gevolg van de Rozenrevolutie en na het vroegtijdige ontslag van Micheil Saakasjvili in november 2007 tot zijn herverkiezing begin 2008. In de periode 1992-1995 bestond het parlement uit kleine fracties en was er geen regeringscoalitie vanuit het parlement.

### Politieke partijen
Georgië kent een pluriform landschap van politieke partijen, maar weinig partijen krijgen voldoende stemmen om te worden verkozen in het parlement of de gemeenteraden, onder andere door de kiesdrempels. Anderen hebben een kort parlementair bestaan. De oudste actieve partij van het land is de Republikeinse Partij die in 1978 opgericht werd als een sociaalliberale dissidentenbeweging. Tijdens de perestrojka en glasnost onder Sovjetleider Michail Gorbatsjov ontstonden tientallen burgerbewegingen, die transformeerden naar politieke partijen toen de Sovjet-Unie de eerste in 1990 de eerste parlementsverkiezingen toestond, waaronder de Groene Partij die uit zo'n burgerbeweging voortkwam. De Georgische politiek is sinds de jaren 1990 gedomineerd door een aantal achtereenvolgende grote partijen.
De belangrijkste politieke partijen in de jaren 2020 zijn:
- Georgische Droom. Sinds 2012 de regerende partij, opgericht en gefinancierd door oligarch Bidzina Ivanisjvili
- Verenigde Nationale Beweging. Belangrijke oppositiepartij, regerende partij 2004 – 2012, opgericht in 2001 door Micheil Saakasjvili

In het verleden waren de volgende partijen belangrijk:
- Ronde Tafel — Vrij Georgië, alliantie onder leiding van president Zviad Gamsachoerdia, die in korte tijd Georgië losmaakte van de Sovjet-Unie. Uit de macht gezet door de staatsgreep van 1991–1992 tegen Gamsachoerdia.
- Burgerunie van president Edoeard Sjevardnadze. Na de Rozenrevolutie in 2003 opgehouden te bestaan.
- Unie voor Democratische Wedergeboorte. Partij gebaseerd in Adzjarië en geleid door Aslan Abasjidze, leider van Adzjarië. Ontbonden in 2004 nadat Abasjidze was verjaagd.
- Nationaal-Democratische Partij. In de jaren 1990 invloedrijk, maar sindsdien leidt de partij een marginaal bestaan.
- Sociaaldemocratische Partij (ook wel Georgische Mensjewistische Partij). Heersende partij in de Democratische Republiek Georgië (1918-1921).

De Georgische Communistische Partij, die in het Sovjettijdperk tot 1990 de enige partij was, werd in 1991 verboden. Kort daarna claimden meerdere partijen de opvolger ervan te zijn, waaronder de Verenigde Communistische Partij van Georgië, maar geen van allen hadden succes en raakten snel gemarginaliseerd.

### Relatie met de Europese Unie
De internationale betrekkingen tussen Georgië en de Europese Unie zijn tot stand gekomen nadat Georgië haar onafhankelijkheid herwon in 1991. De relaties werden sterker na de Rozenrevolutie van 2003 door de ambitieuze politieke en economische hervormingen onder president Micheil Saakasjvili. Georgië is onderdeel van het EU Oostelijk Partnerschap sinds de oprichting ervan in 2009. De integratie met de EU werd verder bestendigd met een associatie- en vrijhandelsverdrag in 2014, visumvrij reizen met de Schengenzone in 2017 en samenwerkingsovereenkomsten met de agentschappen Europol (2015) en Eurojust (2019).
In maart 2022 diende de regering een verzoek in om lid te mogen worden van de EU. De Georgische regering had dit oorspronkelijk gepland voor 2024, maar door de Oekraïense aanvraag kort na de start van de Russische invasie van Oekraïne in 2022 kon Georgië niet achterblijven. De EU stelde extra voorwaarden aan het kandidaat-lidmaatschap en verleende de kandidaatsstatus in december 2023, ondanks dat aan niet alle voorwaarden was voldaan. Als gevolg van democratische erosie in 2024 legde de EU het toetredingstraject stil en kondigde de regering van Georgische Droom na de betwiste parlementsverkiezingen van oktober 2024 aan zelf het traject tot en met 2028 stil te leggen.

## Economie

BBP Georgië in miljard USD. Bron: Wereldbank, Geostat.

Georgië heeft sinds 2003 veel economische vooruitgang geboekt als gevolg van marktliberalisatie, privatisering en corruptiebestrijding. Mede hierdoor groeide het bruto nationaal inkomen (BNI) per hoofd van de bevolking richting het niveau van de Europese Unie, namelijk van 3.048 dollar in 2010 naar 4.608 dollar in 2021 (wisselkoers 2015), ook al blijft meer dan een derde van de beroepsbevolking werkzaam in de laagproductieve landbouw. Het armoedecijfer halveerde in dezelfde periode.
De betrekkelijk open economie en de afhankelijkheid van toerisme maakt het land kwetsbaar voor externe invloeden, zoals de coronapandemie. De economie bleek desalniettemin veerkrachtig in het herstel na crises, ook ten aanzien van de gevolgen van de Russische invasie van Oekraïne. In 2022 groeide de economie met ruim 10%, en daalde de werkloosheid naar 17,3%.
De export blijft achter bij de import met een groot tekort op de lopende rekening tot gevolg. Belangrijke handelspartners zijn China, Rusland, Turkije en Azerbeidzjan. Het toerisme is sinds de Rozenrevolutie en de verbeterde situatie in het land sterk gegroeid waarbij naast de hoofdstad Tbilisi, de wijnprovincie Kacheti, ook de wintersportgebieden, de kust van de Zwarte Zee en de kuuroorden in trek zijn. Ook de oude stadscentra, waaronder de vroegere hoofdstad Mtscheta, zijn toeristisch van belang.
| 1995                                                            | 2,4  | 2,7  | 522    | 578   | 2,6%  | 162,7% | −5%   | -     | −18,2% |
| 2000                                                            | 6,0  | 3,1  | 1.482  | 750   | 1,8%  | 4,1%   | −3,2% | 67,7% | −5,8%  |
| 2005                                                            | 11,6 | 6,4  | 2.978  | 1.643 | 9,6%  | 8,2%   | −0,1% | 34,1% | −10,8% |
| 2010                                                            | 21,8 | 12,2 | 5.763  | 3.233 | 6,2%  | 7,1%   | −4,4% | 42,5% | −9,8%  |
| 2015                                                            | 33,9 | 14,9 | 9.109  | 4.014 | 3,0%  | 4,0%   | −1,1% | 41,3% | −11,8% |
| 2020                                                            | 49,3 | 15,8 | 13.234 | 4.279 | −6,8% | 5,2%   | −9,3% | 62,4% | −12,4% |
| 2021                                                            | 60,0 | 18,6 | 16.180 | 5.023 | 10,5% | 9,6%   | -6,0% | 57,0% | -9,8%  |
| 2022                                                            | 71,8 | 24,6 | 19.452 | 6.672 | 10,1% | 11,9%  | -2,5% | 43,2% |        |
| Bron: Wereldbank Database, Geostat, Nationale bank van Georgië. |      |      |        |       |       |        |       |       |        |

### Jaren 1990
Net als andere landen in de regio had Georgië het economisch moeilijk in de eerste jaren na het uiteenvallen van de Sovjet-Unie. Binnen de Sovjet-Unie was Georgië een aantrekkelijk vakantieland en het toerisme maakte het land relatief welvarend. Het werd zwaar getroffen door de burgeroorlog in 1991-1993: het toerisme en de teelt van thee, tabak en citrusvruchten stortte in. De inflatie steeg tot meer dan 15.000 procent in 1993, en er was sprake van forse economische krimp. Tussen 1989 en 1994 daalde het bruto binnenlands product (bbp) met bijna 80%, waarbij 1992 met een min van 44,9% de kroon spande.
Pas in 1995 werd voor het eerst een bescheiden reële economische groei van 2,6% gerealiseerd. Onder leiderschap van Edoeard Sjevardnadze trad er vanaf 1995 enige verbetering op. Hij kwam met hervormingsvoorstellen, introduceerde een nieuwe nationale munt en het land trad in 2000 toe tot de Wereldhandelsorganisatie. In de jaren negentig kreeg het land financiële steun van onder andere de Wereldbank en het IMF. Het herstel werd gefrustreerd door corruptie en een zwakke overheid. Dit zorgde voor een grote buitenlandse schuld, veel armoede en achterstallige betalingen van lonen en pensioenen. 

### Corruptie
Dankzij het hervormingsbeleid onder president Micheil Saakasjvili na de Rozenrevolutie nam de corruptie in Georgië in sterke mate af. Het land stond in 2003 nog op plaats 124 (van 133) in de Corruption Perception Index van Transparency International; in 2012 stond het op nummer 52 (van 176). Sindsdien schommelt Georgië rond plek 45 (op 180 landen). Ter vergelijking: hiermee staat Georgië tussen verschillende Centraal-Europese EU-lidstaten.

### Armoede
Volgens de Wereldbank leefde 21,3% van de bevolking van Georgië in 2020 onder de nationaal gedefinieerde armoedegrens. Volgens de Georgische autoriteiten daalde dit in 2022 naar het historisch lage 15,6%. In 2007 was dat nog 38,8%. De coronapandemie in 2020-2022 had door een initieel zero-covid beleid in Georgië economisch zware gevolgen waardoor het armoedecijfer in 2020 opliep.

### Natuurlijke rijkdommen

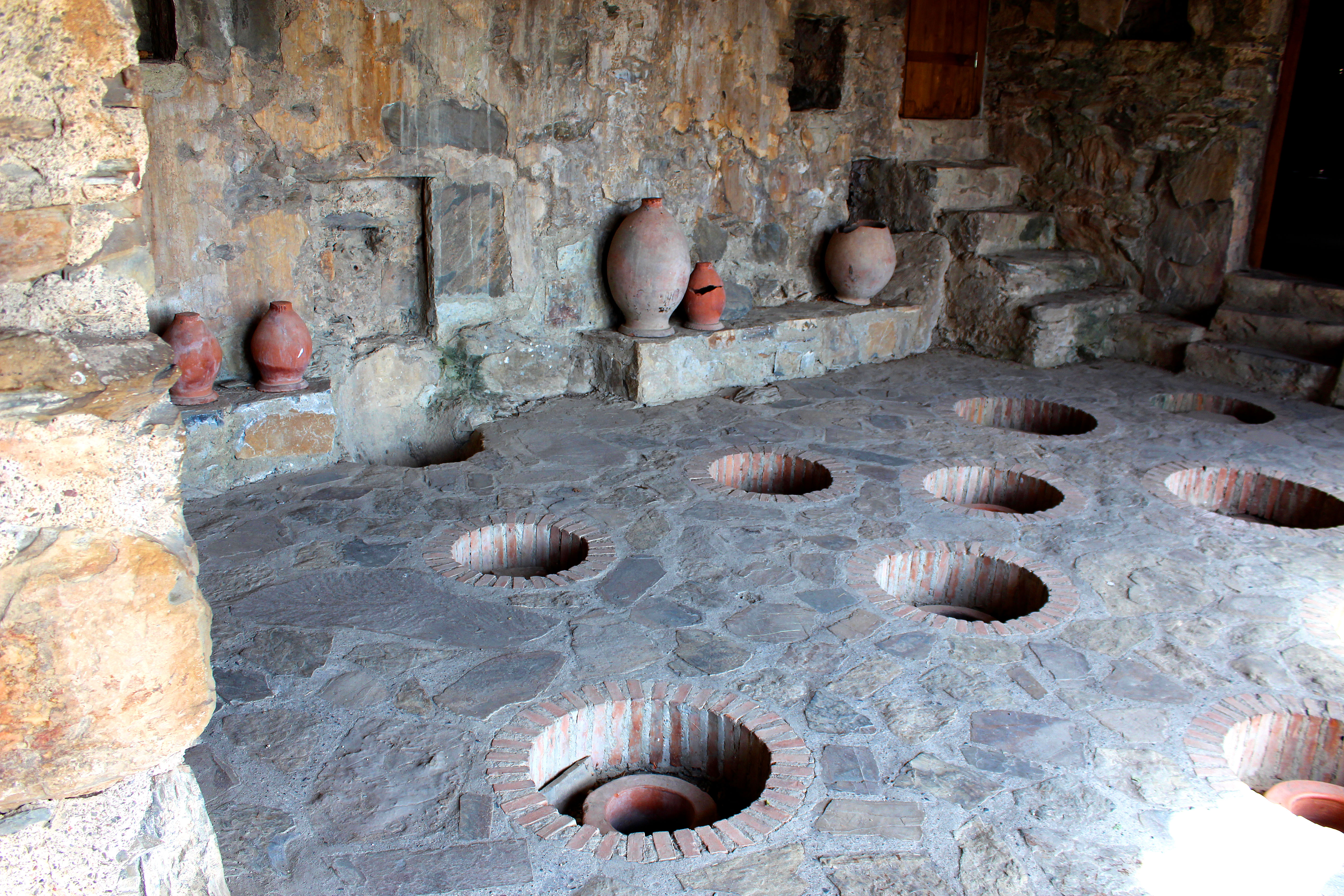
Traditionele kvevri wijnkelder

Op de berghellingen langs de Zwarte Zee worden onder meer citrusvruchten, thee, tabak en druiven geteeld. De akkerbouw, die graan, voedergewassen en etherische oliën produceert, is intensief en sterk gemechaniseerd. De veehouderij omvat runderen (vooral in het westen), schapen en geiten (oosten) en varkens.
Mede door de vruchtbare valleien en het klimaat is Georgië het oudste wijnproducerende land van Europa en waarschijnlijk ook van de wereld. Er zijn veel verschillende wijnsoorten te vinden: meer dan 540 druivensoorten zijn in de loop der eeuwen in Georgië gecultiveerd, meer dan in welk land ter wereld ook. Traditioneel wordt wijn gemaakt in kvevri (ქვევრი), ondergrondse vaten van klei waarin de druiven met de voeten worden uitgeperst. In de 21e eeuw worden de meeste Georgische wijnen met moderne methoden gemaakt, maar een belangrijk deel van de productie vindt nog steeds op traditionele wijze plaats. Een recordaantal van 107 miljoen flessen wijn werd in 2021 naar 62 landen geëxporteerd, met een totale waarde van 250 miljoen dollar.
Sinds het opheffen van een Russisch handelsembargo in 2012 is Rusland veruit de belangrijkste afzetmarkt voor Georgische wijn met een aandeel in de export dat schommelt tussen de 55% en 60%. Andere belangrijke markten zijn volgens cijfers van 2021 de Europese Unie, Oekraïne (12%), de Volksrepubliek China (5,6%), Belarus (4,6%) en Kazachstan (3,9%). Binnen de EU is Polen veruit de grootste afzetmarkt met een aandeel van 6,5% in de export. Door de Russische invasie van Oekraïne sinds 2022 is de wijnexport in problemen gekomen. Niet alleen naar Oekraïne stortte de export in, maar ook naar Rusland en Belarus werd de export grotendeels stilgelegd door ongunstige wisselkoersen, bancaire problemen en solidariteit van ondernemers die weigerden naar Rusland te exporteren.
In het land wordt mangaan en steenkool gewonnen. Deze ertsen worden deels uitgevoerd, deels gebruikt of verwerkt in grote fabrieken in Zestafoni en Roestavi.

### Energie

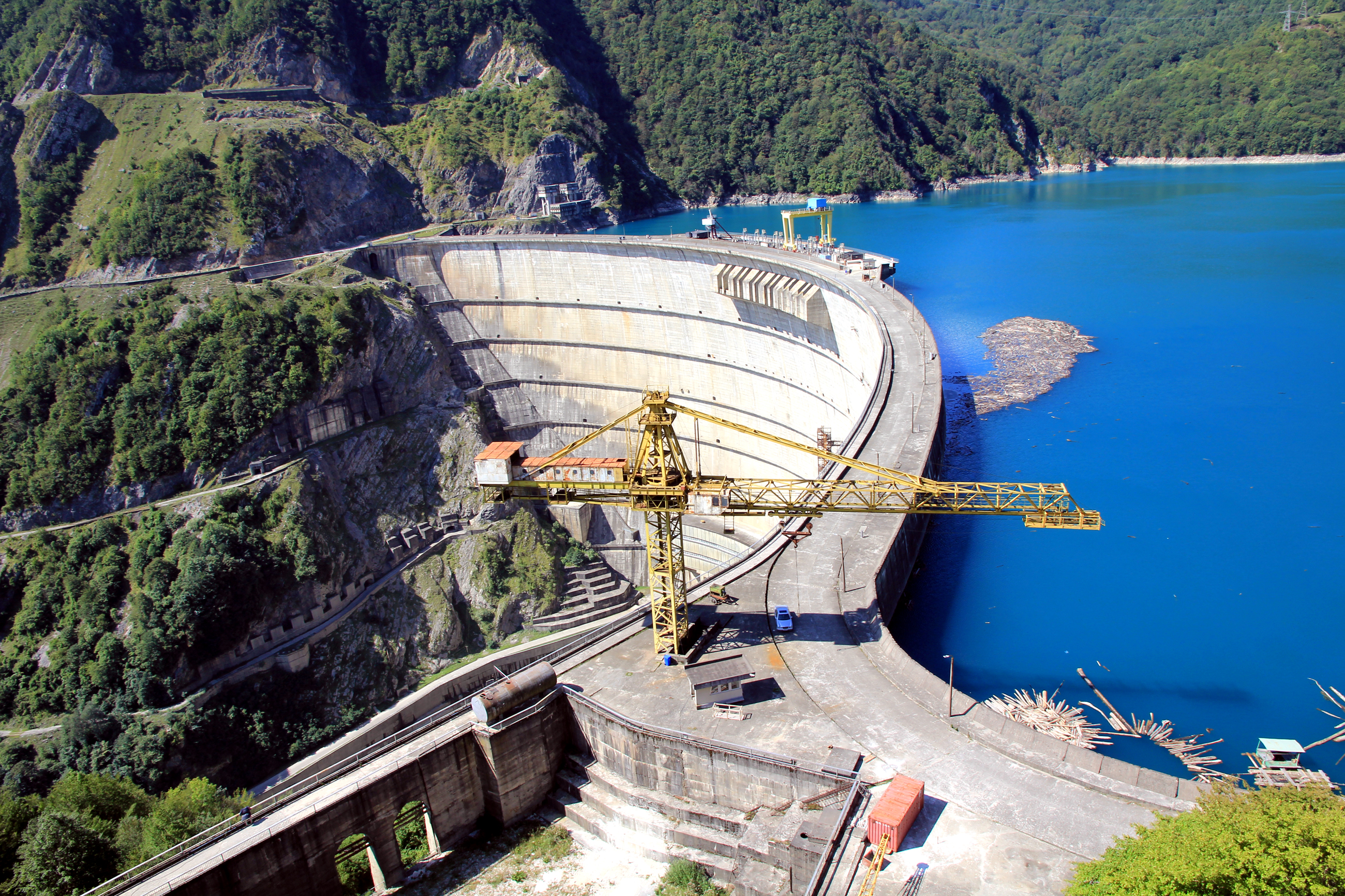
Engoeridam

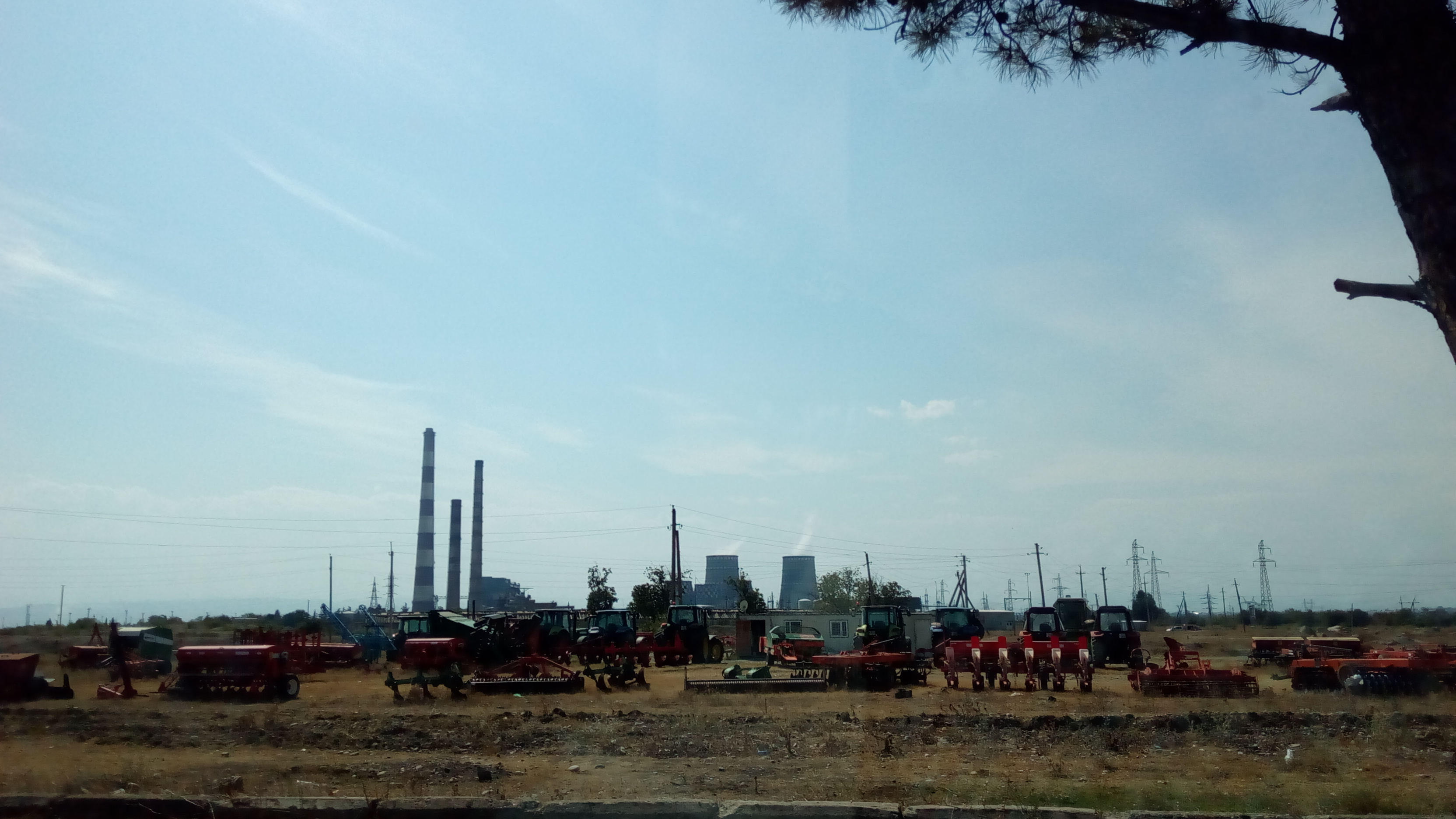
Gardabani energiecentrales

Elektriciteit wordt opgewekt in steenkool-, aardgas- en waterkrachtcentrales. Vrijwel alle thermische elektriciteitsproductie in Georgië vindt plaats in Gardabani. Sinds 2012 worden in Gardabani stapsgewijs vier nieuwe gecombineerde stoom- en gascentrales gebouwd om de toenemende elektriciteitsvraag het hoofd te bieden en seizoensinvloeden van de waterkrachtcentrales op te vangen. De bijna 100 grote en kleine waterkrachtcentrales in het land produceren 75-80% van de elektriciteit, dat in de zomermaanden oploopt tot bijna 100%. De in 1978 geopende Engoeri-waterkrachtcentrale op de grens met Abchazië bij Dzjvari levert met 30% van de totale productiecapaciteit veruit de meeste elektriciteit. De stuwdam voor het reservoir in de rivier de Engoeri werd in twee fasen voltooid en bereikte in 1987 een finale hoogte van 272 meter, waarmee het de zevende hoogste dam in de wereld is.

### Olie en gas
Er zijn in Georgië diverse olie- en gasvelden die geëxploreerd worden door internationale bedrijven via overeenkomsten voor productiedeling met de Georgische overheid. Het land is ingedeeld in een twaalftal exploratieblokken waar deze contracten op van toepassing zijn. Georgië is voor de gasbehoefte voor 99,5% afhankelijk van import, voornamelijk uit Azerbeidzjan. Sinds 2019 is het aandeel Russisch gas na een jarenlang afhoudend beleid opgelopen van 7,5% naar 17%, wat vooral komt door extra import van Russisch gas ten koste van Azerbeidzjaans gas.
Het Amerikaanse Frontera Resources, dat sinds 1997 in Georgië actief is, exploreert sinds 2011 het grote en veelbelovende Mtsare Chevi-gas- en olieveld, dat het zuidoosten van de regio Kacheti en een deel van Azerbeidzjan beslaat. In de gemeente Dedoplistskaro wordt op meerdere plekken door Frontera olie uit dit veld gewonnen en sinds 2014 wint het gas bij Moeghanlo (gemeente Sagaredzjo). Het Haagse Permanent Hof van Arbitrage besliste in 2020 dat het bedrijf de concessiegebieden die het in gebruik had moest verlaten, als gevolg van een conflict met de Georgische staat, maar het mocht alsnog beperkt gas blijven winnen om tegemoet te komen aan zorgen over het investeringsklimaat.

### Pijpleidingen
Door Georgië lopen de volgende internationale olie- en gaspijpleidingen:
- Bakoe-Soepsa pijpleiding (olie)
- Bakoe-Tbilisi-Ceyhan-pijpleiding (olie)
- Zuid-Kaukasus-pijplijn (gas, Bakoe-Tbilisi-Erzurum)
- Noord-Kaukasus-Transkaukasische pijpleiding (gas, Mozdok-Tbilisi-Jerevan)

Een belangrijke economische stap was de opening in 1999 van de 833 kilometer lange Bakoe (Azerbeidzjan) - Soepsa oliepijpleiding, met een dagelijkse doorvoer van 120.000 vaten. Deze pijpleiding is de opvolger van de Bakoe-Batoemi oliepijpleiding die in 1907 opende en in 1942 deels werd ontmanteld. Voor de Soepsa oliepijpleiding zijn aan de Zwarte Zee opslagtanks gebouwd, de Soepsa Terminal en is op zee een ankerpunt voor olietankers om olie in te nemen.

## Verkeer en vervoer
Georgië heeft als centraal land in de Zuidelijke Kaukasus belangrijke internationale weg- en spoorverbindingen met de buurlanden, waardoor het een vervoerskruispunt is tussen noord-zuid en oost-west verbindingen.

### Wegen

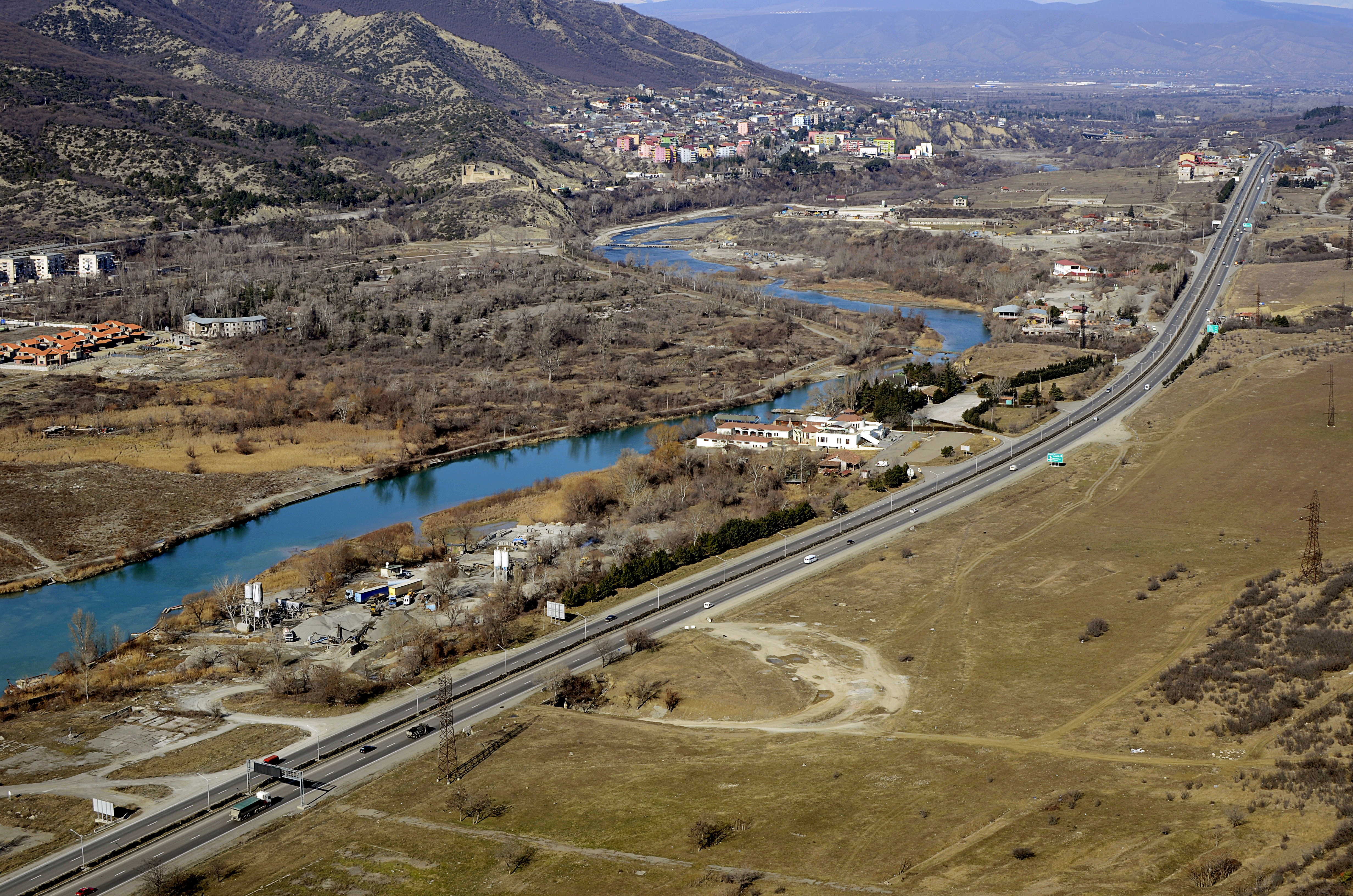
Autosnelweg tussen Tbilisi - Mtscheta

Het sterk bergachtige karakter van het land compliceert de ontwikkeling van een robuust binnenlands wegennet met verbindingen tussen de verschillende regio's die vaak door bergruggen van elkaar gescheiden zijn. Het land leunt op een centrale oost-west corridor, zowel qua weg als spoor, met daaromheen een netwerk aan hoofdwegen naar de buitengrenzen en ondersteunende regionale wegen. Er lopen zeven Europese E-routes door het land. Er is ongeveer 200 kilometer autosnelweg, wat zich voornamelijk in de S1 (E60) bevindt, onderdeel van de East-west Highway.

### Spoorwegen
In 1872 werd de eerste spoorlijn in Georgië geopend tussen Tbilisi en de havenstad Poti, de eerste van Transkaukasië. Enkele jaren later volgde de verlenging naar zowel Bakoe als Batoemi, waarmee een spoorverbinding tussen de Kaspische Zee en Zwarte Zee ontstond ten behoeve van olietransporten uit de olievelden van Bakoe. De langste (spoor)tunnel in het Russische Rijk en later de Sovjet-Unie werd in 1890 geopend in de lijn Tbilisi - Poti door de Soeramipas. In 1899 opende de spoorlijn Tbilisi - Jerevan en volgde later een spoorlijn via Abchazië naar Rusland. Deze is sinds begin jaren 90 buiten gebruik. Het spoorwegnet kreeg diverse aftakkingen de regio's in, soms met smalspoor. Sinds 2017 heeft Georgië een rechtstreekse verbinding met Turkije, vanaf Achalkalaki naar Kars, onderdeel van het Bakoe - Tbilisi - Kars traject waarover goederen uit en naar Azië worden vervoerd. Een passagiersdienst over deze route is lang aangekondigd, maar anno 2022 nog niet actief.

### Havens
Georgië heeft een aantal Zwarte Zeehavens die een belangrijke rol spelen in het ontsluiten van het land en de Zuidelijke Kaukasus via het water. Belangrijke havens zijn er in de steden:
- Batoemi
- Poti

De ontwikkeling van een diepzeehaven in Anaklia is in 2019 voorlopig stilgelegd.

### Luchtvaart
De luchtvaart speelt naar internationale maatstaven een beperkte rol, maar is sinds de jaren 2010 een belangrijke factor in het toeristisch verkeer geworden. Lagekostenluchtvaartmaatschappijen, zoals Wizz Air, vliegen op Georgië vanuit een scala aan Europese vliegvelden. De nationale luchtvaartmaatschappij is Georgian Airways, terwijl het binnenlands vliegverkeer voornamelijk door Vanilla Sky wordt uitgevoerd. Verschillende maatschappijen uit het Arabisch schiereiland en Kazachstan doen Georgië aan voor het toerisme.
Er zijn internationale vliegvelden in Tbilisi, Batoemi en Koetaisi. Daarnaast zijn er enkele kleine vliegvelden met binnenlandse lijndiensten, in Ambrolaoeri, Mestia en Natachtari.

## Cultuur
Georgië staat bekend om zijn rijke geschiedenis van kunst, muziek en literatuur, met een ontstaansgeschiedenis die duizenden jaren teruggaat naar de Colchische en Iberische beschavingen. De Georgische cultuur beleefde in de 11e en 12e eeuw een gouden eeuw van klassieke literatuur, kunst, filosofie, architectuur en wetenschap. De vorming van de culturele identiteit werd beïnvloed door het klassieke Griekenland, het Romeinse Rijk, het Byzantijnse Rijk, de verschillende Perzische rijken (waaronder de Sassaniden en Safawieden), het Ottomaanse Rijk en vanaf de 19e eeuw door het Russische Rijk en de Sovjet-Unie. De vroege christelijke bekering van het land in de vierde eeuw heeft een bepalende invloed gehad op de cultuur ondanks verschillende islamitische overheersers nadien.

### Literatuur

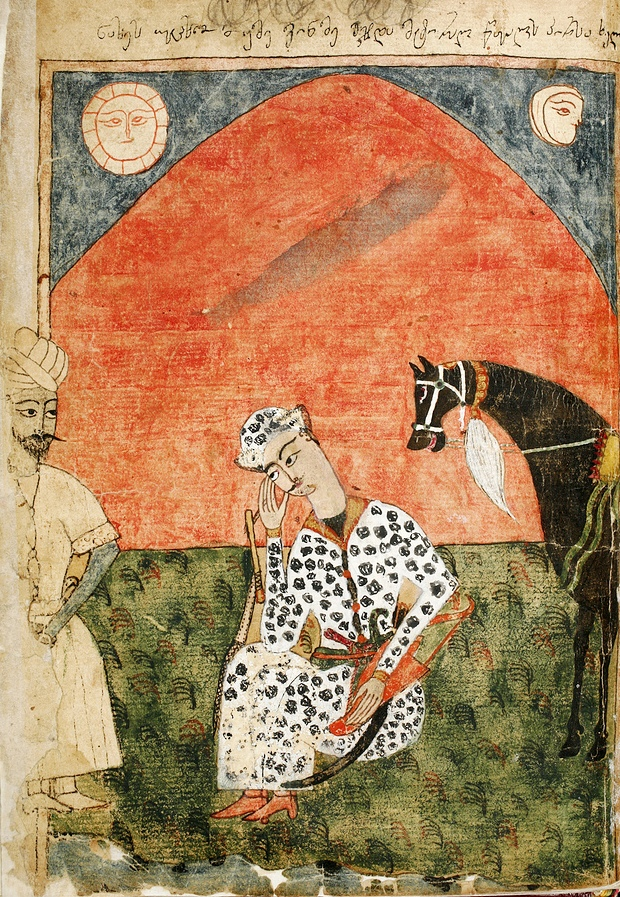
Tariel, het hoofdkarakter uit Sjota Roestaveli's 'De ridder in het pantervel'

### Beeldende kunsten

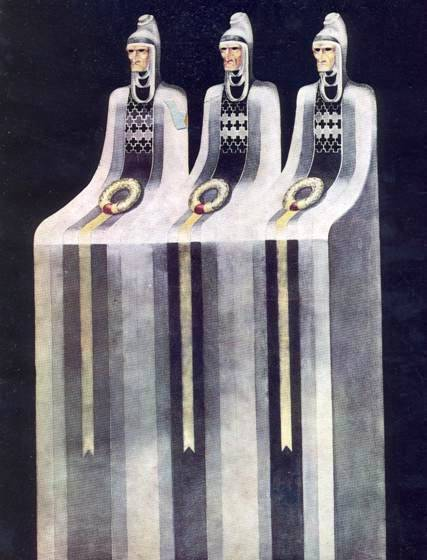
Een werk van Petre Otscheli voor het toneelstuk Othello

Al in de prehistorie was er een rijke cultuur die zich uitte in de kunsten en ambachten, zoals de archeologische vondsten van gouden sieraden en rijkelijk versierde zilveren vaten laten zien. De Georgische beeldende kunsten groeiden mee met de ontwikkeling van de Georgische staat, vanaf de oude koninkrijken Colchis en Iberië en bloeide in de middeleeuwen tijdens het koninkrijk Georgië. De christelijke bekering in de 4e eeuw bracht ook een rijke religieuze kunstcultuur op gang, waarbij met name frescoschilderingen opvielen in kwaliteit.
Door de ligging langs handelsroutes en de verschillende overheersers door de eeuwen heen is de Georgische kunst beïnvloed door talrijke beschavingen die hun sporen hebben achtergelaten in de culturele en artistieke omgeving van het land. In de 17e eeuw werd de Georgische illustratiekunst beïnvloed door de Safawieden en hun miniaturen. Daarna nam de Europese invloed juist toe, ook door de Russische overheersing vanaf begin 19e eeuw. Georgische kunstenaars gingen naar de kunstacademie in Sint-Petersburg en er kwam een Staatsacademie der kunsten in Tbilisi. In de Sovjettijd was er invloed van het socialistisch realisme, waarbij er gebruik werd gemaakt van monumentaliteit.
Een van de beroemdste Georgische schilders is Niko Pirosmani, bekend om zijn naïeve kunst. Sjalva Kikodze werd bekend om zijn expressionistische schilderijen, Elene Achvlediani werd bekend om haar modernistische Georgische stadsgezichten en haar tijdgenoot Ketevan Magalasjvili was een van de eerste Georgische vrouwelijke portretschilders. De beroemdste hedendaagse beeldhouwer van Georgische afkomst is de Rus Zoerab Tsereteli die verschillende grote, soms megalomane, werken heeft gemaakt in New York, Sevilla, Moskou, Sint-Petersburg, Tbilisi en andere Georgische steden. Petre Otscheli was de bekendste theaterdecor en -kostuum ontwerper.

### Architectuur

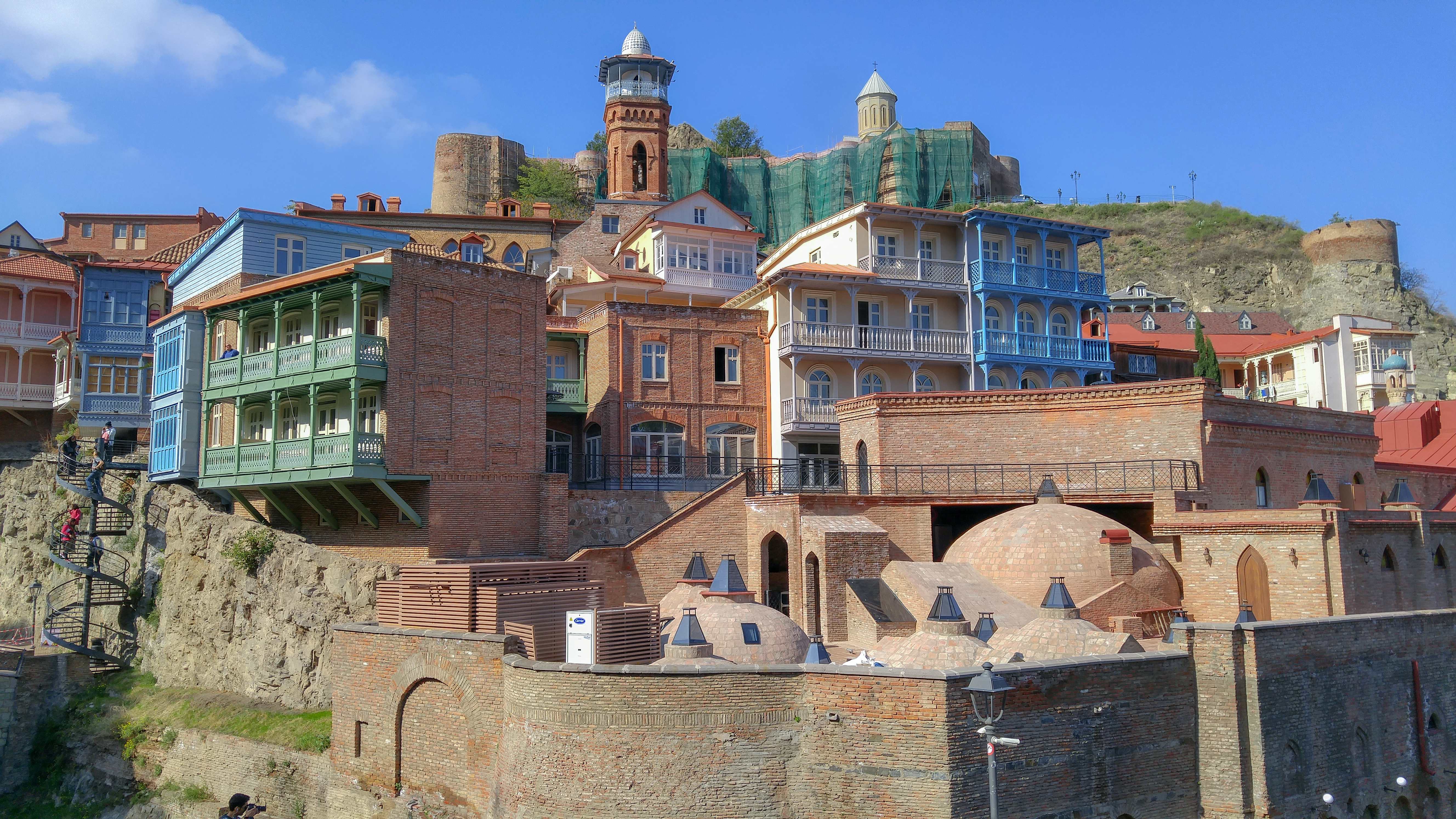
Verschillende historische bouwstijlen in het oude centrum van Tbilisi

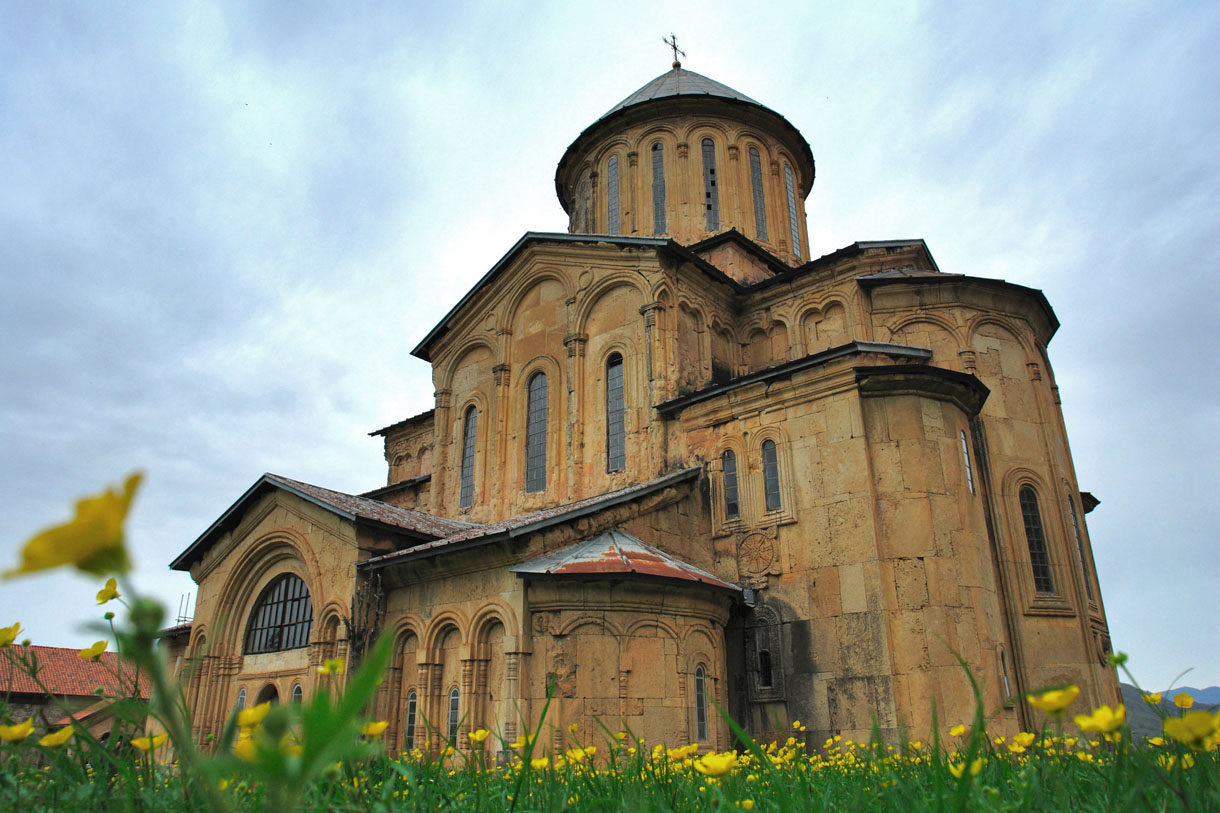
Het Gelatiklooster bij Koetaisi geldt als hoogtepunt van de Georgische middeleeuwse bouwkunst en staat op de UNESCO Werelderfgoedlijst

De architectuur in Georgië is een mengeling van lokale Georgische, Byzantijnse, neoklassieke, jugendstil, beaux-arts en moderne stijlen uit het Midden-Oosten en de Sovjet-Unie, waaronder brutalisme. De opkomst vanaf de 1e eeuw van het christendom in Georgië betekende de introductie van kerken en kloosters die zich naar een eigen architectuur en vloerplan ontwikkelden, waar het Dzjvariklooster een stichtend voorbeeld is. Andere hoogtepunten van Georgische middeleeuwse bouwkunst zijn Gelatiklooster bij Koetaisi en de Svetitschoveli-kathedraal in Mtscheta.
In stad en platteland werden woonhuizen traditioneel gebouwd waarbij de bovenetage is voorzien van een groot verandabalkon met hout sierwerk. Deze kenmerkende bouwstijl is overal in het land terug te vinden. Diep in de bergen werden gefortificeerde nederzettingen gebouwd (bijvoorbeeld Sjatili) en er werden woontorens gebouwd die tevens als verdedigingswerk dienden, zoals in Mestia. Deze woontorens, waarvan de Svan-torens in Svanetië een van de typen zijn, zijn een kenmerkend fenomeen in nederzettingen in de Grote Kaukasus.
Na de middeleeuwen werd de architectuur in oostelijk Georgië beïnvloed door de Perzische overheersers. De Russische overheersing vanaf de 19e eeuw betekende de introductie van meer Europese bouwstijlen die in Rusland populair was zoals de neoclassicistische architectuur en werd de jugendstil en beaux-arts in Georgië een populaire bouwstijl. In de Sovjettijd deed de stalinistische architectuur in de steden zijn intrede, die gevolgd werd door de chroesjtsjovka- en brezjnevka-bouwstijlen waarmee het brutalisme werd geïntroduceerd. In de 21e eeuw wordt de Georgische bouwkunst vooral gedomineerd door excentrieke modernistische architectuur, niet zelden van buitenlands ontwerp.

### Muziek

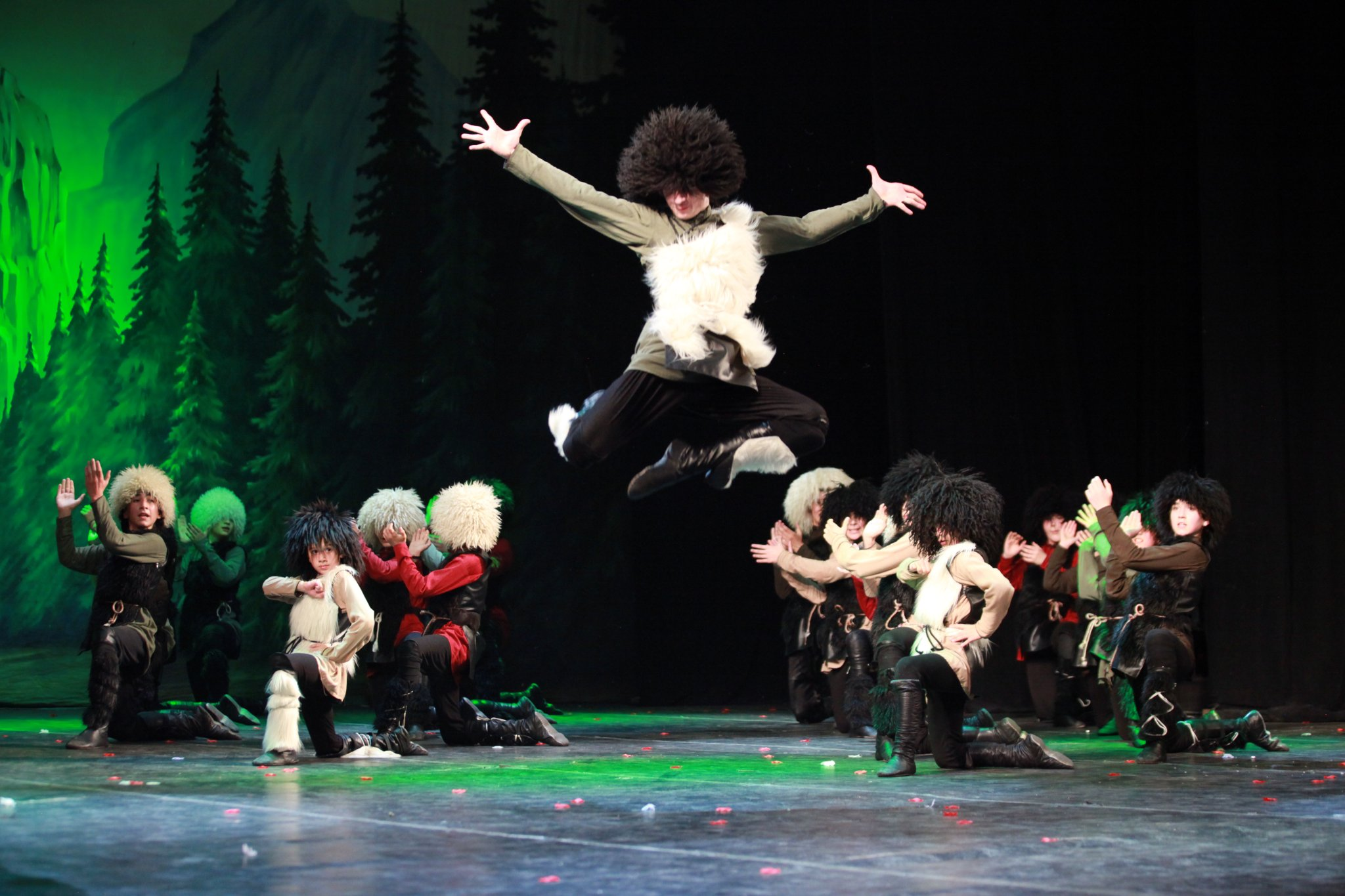
Traditionele Georgische dans kent acrobatiek en zwaardgevechten.

Er is in Georgië een eeuwenoude muzikale traditie, die vooral bekend staat om de vroege ontwikkeling van de polyfonie. De Georgische polyfonie is door UNESCO op de lijst van het immaterieel cultureel erfgoed van de mensheid gezet. In de verschillende windstreken van het land hebben zich drie soorten unieke polyfonie ontwikkeld. Het Georgische lied Tsjakroelo was een van de 27 muzikale composities op de Voyager Golden Record die in 1977 met de Voyager 1 en 2 de ruimte in werden gestuurd. Volgens UNESCO wordt de traditionele Georgische muziek bedreigd door de leegloop van het platteland en door het toenemende succes van de popmuziek. Ook het socialistische cultuurbeleid deed de muziek geen goed.
Tijdens de Russisch tsaristische overheersing in de 19e eeuw werden conservatoria naar Europees voorbeeld in Georgië geïntroduceerd. Hier kwamen verschillende bekende componisten uit voort. Zakaria Paliasjvili was een van de bekende exponenten uit deze periode die Georgische volksmuziek combineerde met klassieke muziek. In de Sovjet-Unie was Otar Taktakisjvili een vooraanstaand en bekroond componist. In het onafhankelijke Georgië zijn het vooral klassieke musici die internationale faam hebben weten te krijgen, waaronder de pianist Giorgi Latsabidze, violiste Lisa Batiasjvili, pianiste Khatia Buniatishvili en de in Nederland woonachtige pianiste Nino Gvetadze.

### Film

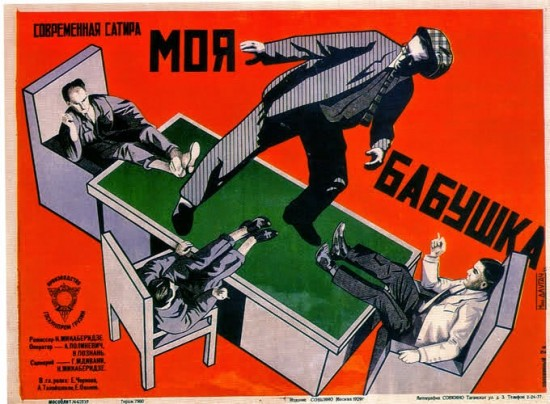
Poster van "Mijn grootmoeder", een Georgische anti-Sovjet satire uit 1929 die decennialang werd verboden.

De Georgische cinema heeft in de 21e eeuw een goede reputatie opgebouwd met regelmatig bekroonde films op internationale filmfestivals. Dit is mede gestoeld op een lange traditie van filmmaken in Georgië die teruggaat naar het begin van de 20e eeuw en de algemene artistiek ingestelde cultuur van het land. De eerste bioscoop opende in Tbilisi in 1896, waarna binnen enkele jaren meerdere filmtheaters in heel Georgië te vinden waren. Niet veel later werden er de eerste films gemaakt.
De Georgische film bloeide onder het Sovjetregime, met name in de periode 1960-1980, en was toonaangevend, innovatief, kritisch met een eigen filmtaal en werd bekroond. Er werd niet geschroomd maatschappijkritische films te maken, die in de ban werden gedaan of die werden gecensureerd. De kwalitatieve reputatie reikte ook buiten de Sovjet-Unie. Niettemin raakte de Georgische film in een diep dal met het uiteenvallen van de Sovjet-Unie en de chaos en armoede in het land in de jaren 1990. In 2011 werd het Georgisch Nationaal Filmcentrum lid van het cultuursteunfonds Eurimages van de Raad van Europa, waarna de filmindustrie weer op gang kwam. Veel succesvolle Georgische films zijn internationale co-producties.
Een regelmatig aangehaalde filmwijsheid van de beroemde Italiaanse filmmaker Federico Fellini luidt: 'Georgische film is een volkomen uniek fenomeen, levendig, filosofisch inspirerend, heel wijs, kinderlijk. Er is alles dat me aan het huilen kan maken en ik zou moeten zeggen dat het (mijn huilen) niet gemakkelijk is'. De Georgische film wordt gezien als een 'mengeling van groteske satire en fascinerende landschappen die zowel de filmgeschiedenis van het land als de hedendaagse cinema zo populair maken'.
Klassieke films uit de Sovjetperiode zijn onder andere 'De Wensboom' (1976), 'Monanieba' (1984) beide van Tengiz Aboeladze en 'De legende van het fort Soeram' (1986) van Sergej Paradzjanov. De Georgisch-Russische regisseur Michail Kalatozov was met zijn 'Als de kraanvogels overvliegen' in 1958 de eerste Sovjetwinnaar van een Gouden Palm op het filmfestival van Cannes. Moderne gelauterde films van Georgische bodem zijn onder andere 'Mandariinid' (2013), 'In Bloom' (2013) en 'Corn Island' (2015) van Giorgi Ovasjvili. De film 'And Then We Danced' uit 2019 over homoseksualiteit kreeg internationaal veel lof, maar leidde bij de Georgische première tot protesten. De Nederlandse filmmaakster Ineke Smits maakte 'De vliegenierster van Kazbek' over de opstand van de Georgiërs op Texel, met deels Georgische acteurs.

### Gastronomie

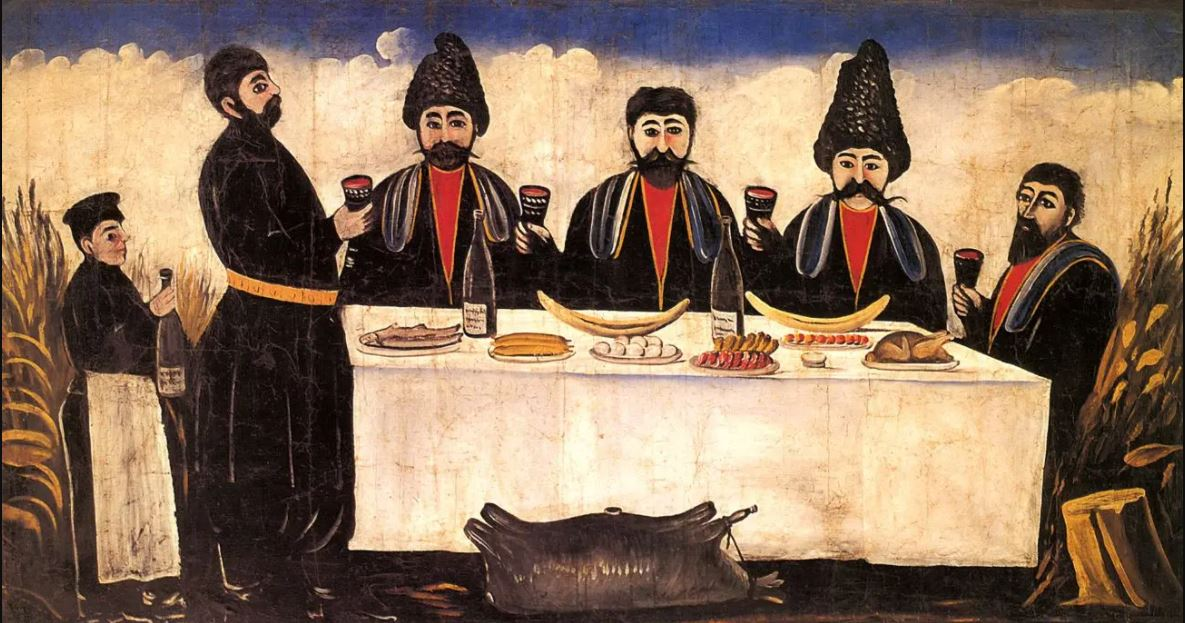
Georgische soepra met de tamada, een schildering van Niko Pirosmani

De Georgische keuken heeft enige faam. Het bekendste gerecht is chatsjapoeri, een plat brood gevuld met kaas, waarvan verschillende (regionale) varianten bestaan. De chatsjapoeri wordt veel thuis gemaakt en is standaard in restaurants te eten. Andere nationale gerechten zijn chinkali, satsivi, chartsjo, adzjapsandali, sjkmeroeli en lobio. Veel gerechten worden bereid van lam, kip, rund of kalkoen maar er zijn ook veel vegetarische gerechten. De keuken maakt gebruik van verschillende kruiden en specerijen, waarvan adzjika en svanetisch zout de bekendste zijn.
Eten is een belangrijk onderdeel van de Georgische sociale cultuur. De soepra is een traditionele Georgische feesttafel dat tot het immateriële cultureel erfgoed van Georgië behoort. Tijdens een soepra worden vele gerechten opgediend die gedeeld worden. De soepra wordt geleid door een tamada, een tafelheer. De tamada leidt de toosten in met een rede over een bepaald onderwerp waarna iedereen aan tafel een toost uitbrengt.
Georgië is een wijnland bij uitstek. Volgens archeologische vondsten wordt er al minimaal 8.000 jaar wijn gemaakt in het land, waarmee het tot zover de oudst bekende wijncultus heeft. De belangrijkste wijnregio van het land is Kacheti, maar ook in andere regio's worden verschillende wijnen geproduceerd. De belangrijkste biermerken zijn Natakhtari en Kazbegi. De nationale sterke drank is tsjatsja, gemaakt van druiven. Ook produceert het land koolzuurhoudend bronwater, onder andere het bekende Borjomi, destijds een favoriete drank van de leiders van de Sovjet-Unie.

## Toerisme

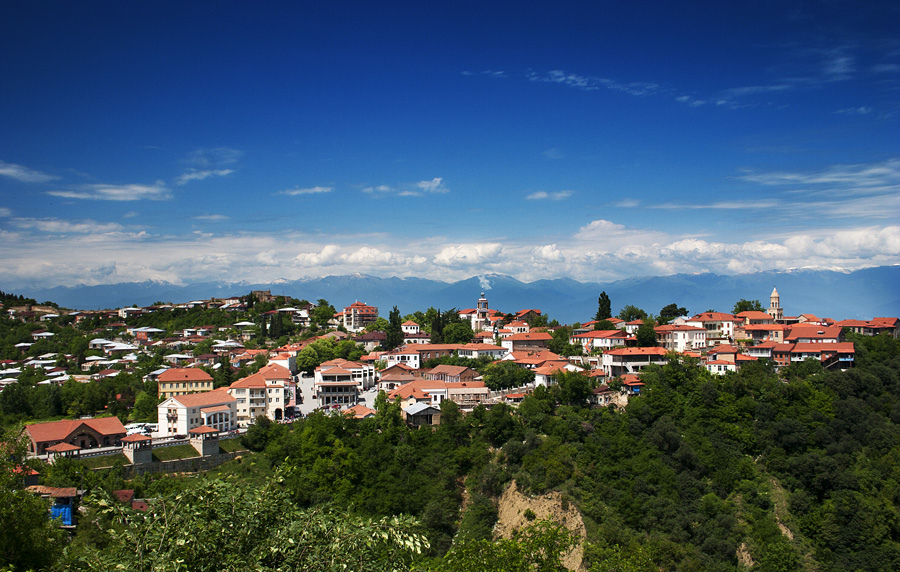
Signagi in wijnregio Kacheti

Na de Rozenrevolutie van 2003 werd toerisme een speerpunt in het economisch beleid van de regering van president Micheil Saakasjvili en werd met gericht beleid en investeringen het toeristisch potentieel van Georgië verwezenlijkt. Naast gerichte promotie-activiteiten om toeristen uit Europa en later het Midden-Oosten aan te trekken werden ook verschillende gebieden en plaatsen aangewezen voor kleine en grootschalige ontwikkelingen, waaronder in Batoemi, Koetaisi, Mestia, Signagi en de wintersportplaatsen Goedaoeri en Bakoeriani en vele andere plekken.
Volgens de Wereldbank had Georgië met een stijging van ruim 300 procent in de periode 2009 tot 2013 een van de grootste groeipercentages van het toerisme wereldwijd, van 1,5 miljoen naar 5,4 miljoen internationale bezoeken. In 2019, het laatste jaar voor de coronapandemie, bedroeg het aantal internationale bezoekers bijna 9,4 miljoen. In 2022 kwamen de meeste buitenlandse toeristen uit de buurlanden Rusland, Turkije en Armenië die toen goed waren voor bijna 55%. De populairste bestemmingen zijn de steden Tbilisi en de autonome republiek Adzjarië, waar de populaire Zwarte Zeestad Batoemi ligt.

### Bezienswaardigheden

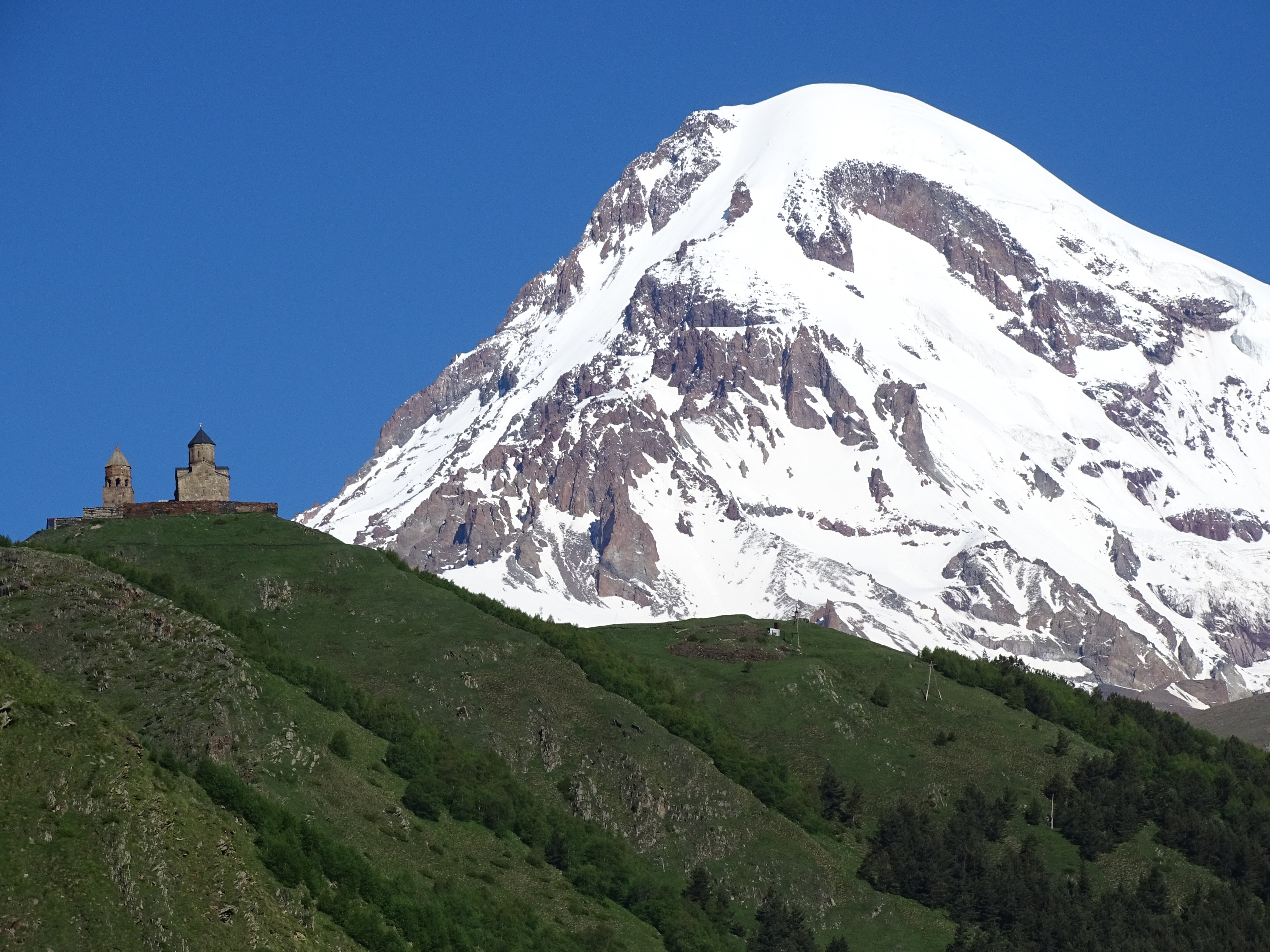
Drievuldigheidskerk van Gergeti bij de 5047 meter hoge Kazbek in Stepantsminda is een van de populaire bezienswaardigheden

Tbilisi, de hoofdstad van Georgië, ligt in een bergdal dat door de rivier Mtkvari is uitgeslepen. In Tbilisi zijn nog veel sporen uit verschillende historische periodes: kerken, synagogen en moskeeën. Ook is er nog monumentale Sovjetarchitectuur. Er zijn statige oude houten huizen en eeuwenoude badhuizen door de historische 'badcultuur'. In Tbilisi staan de 13e-eeuwse Metechikerk, de Sioni-kathedraal uit de 5e eeuw en de grootste kerk van Georgië, de Samebakathedraal gebouwd rond 2000. Andere bezienswaardigheden zijn het iconische Narikalafort boven het oude centrum van de stad en het Kunstmuseum van Georgië. Buiten de voormalige hoofdstad Mtscheta op een heuvel is het Dzjvariklooster te zien, de plek waar de kerstening van Georgië begonnen zou zijn, en in Mtscheta staat de belangrijke Svetitschoveli-kathedraal.
Andere belangrijke bezienswaardigheden zijn
- de iconische Drievuldigheidskerk van Gergeti (Stepantsminda)
- de steden Batoemi, Bordzjomi, Signagi.
- Gelatiklooster en Bagratikathedraal (Koetaisi)
- Vardzia, middeleeuwse grotstad en klooster.
- David Garedzja-klooster
- Nikortsminda-kathedraal in Ratsja
- Samtavisi-kathedraal
- Rabati-kasteel in Achaltsiche
- Wijnbouw en wijnproeverij in de regio Kacheti
- Bergen en historische nederzettingen in Svanetië (Mestia), Toesjeti (Omalo) en Chevsoeretië (Sjatili)
- Georgië kent vele musea, zowel belangrijke nationale musea in Tbilisi en andere belangrijke steden, alsook meer dan honderd lokaal-historische-, etnografische- en huismusea van beroemde Georgiërs. Het oudste museum is het Simon Janasjia Museum van nationale geschiedenis in Tbilisi, dat in 1852 werd opgericht. Het bevat de belangrijkste archeologische en historische artefacten,[159] en is onderdeel van het Georgisch Nationaal Museum dat in totaal 12 musea verspreid in het land omvat.

## Sport

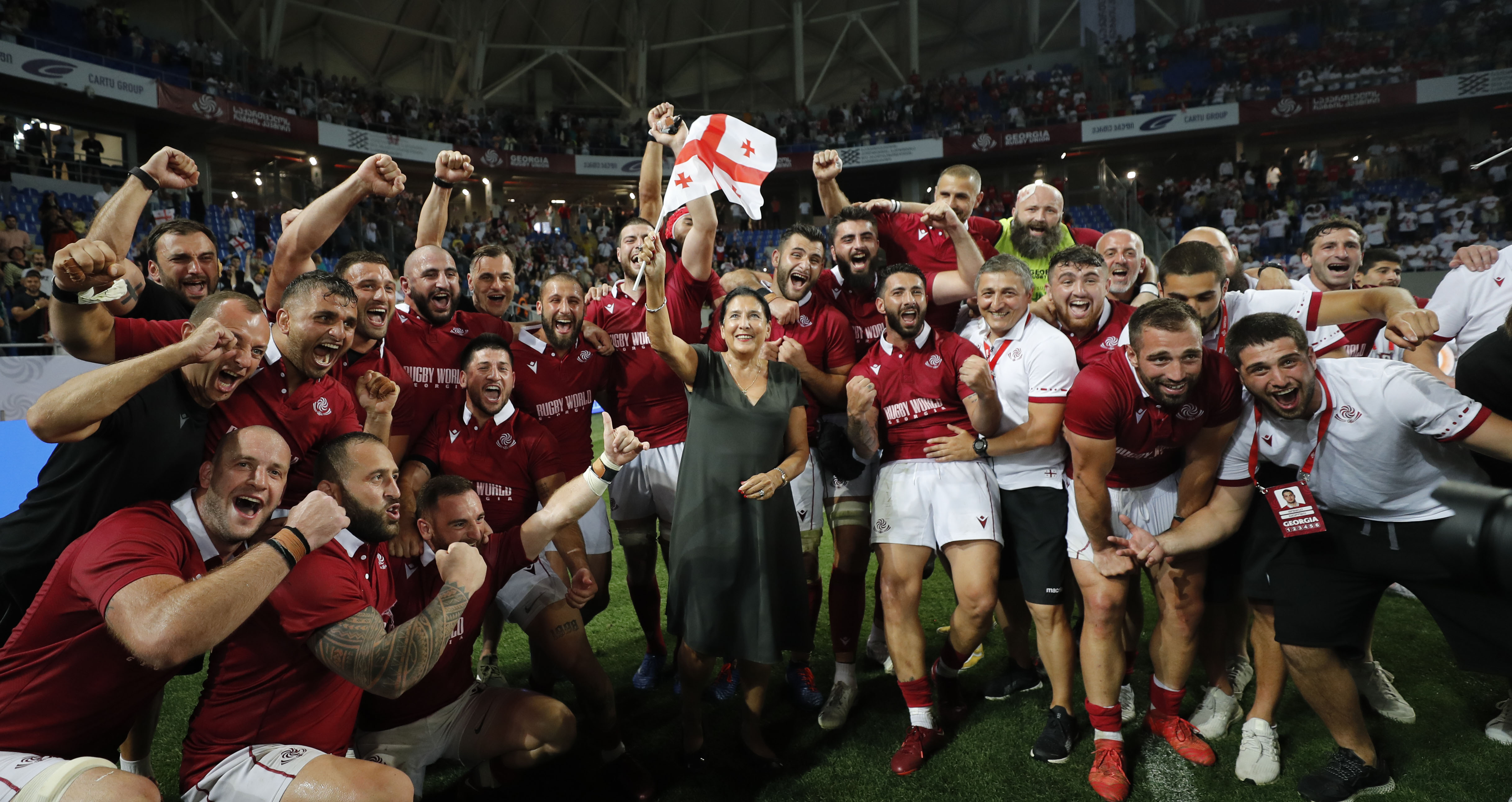
Georgisch rugbyteam met president Salome Zoerabisjvili na de winst op Italië (2022)

De populairste sporten in Georgië zijn voetbal, rugby, basketbal, worstelen (vooral Grieks-Romeinse stijl), judo, gewichtheffen, tennis en schaken. In het 19e-eeuwse Georgië waren polo en het traditionele Georgische spel lelo boerti populair, een balsport die op rugby lijkt.
Nog voordat Georgië onafhankelijk werd, had het al in 1990 een eigen nationaal voetbalteam. In dat jaar werd de eerste interland gespeeld. Het team heeft tot 2022 vergeefs geprobeerd zich te kwalificeren voor elk Europees- en mondiaal kampioenschap. In maart 2024 slaagde het Georgische team erin zich te kwalificeren voor het Europees kampioenschap van 2024 ten koste van Griekenland. De thuiswedstrijden van Georgië worden gespeeld in het Boris Paitsjadzestadion in Tbilisi, het voormalige Dinamostadion.
Rugby wordt na het voetbal beschouwd als de tweede meest populaire sport en is vooral in het zuiden populair. Dit is mede toe te wijzen aan de internationale successen van het nationaal team, dat na de toplanden uit het Zeslandentoernooi een van de beste Europese rugbylanden is. Het nationaal rugbyteam speelt de thuiswedstrijden in het Micheil Meschistadion in Tbilisi.
Georgische judoka's tellen internationaal mee en voeren regelmatig de wereldranglijsten aan. De bekendste Georgische judoka's uit de Sovjettijd zijn olympisch kampioenen Sjota Tsjotsjisjvili (1972) en Sjota Chabareli (1980). Latere olympisch kampioenen waren Davit Chachaleisjvili, Zoerab Zviadaoeri, Irakli Tsirekidze, Lasja Sjavdatoeasjvili en Lasja Bekaoeri.